# 퀘벡 수도권 교통망
퀘벡 수도권 교통망(프랑스어: Réseau de transport de la Capitale, RTC)은 캐나다 퀘벡주의 주도인 퀘벡시 일대의 대중교통 기관으로, 1969년 12월 23일에 설립되었다. RTC는 1865년 퀘벡시의 첫 대중교통 노선부터 시작해 1969년 대중교통 공영화와 1992년에 급행버스 체계인 메트로뷔스 운행 개시까지 퀘벡시 교통에 있어서 중추적인 역할을 맡아왔으며, 현재 퀘벡시 일대에서 136개의 버스 노선을 운행하고 있다. 퀘벡 수도권 교통망은 퀘벡주에서 몬트리올 교통공사에 이어서 두 번째로 규모가 큰 대중교통 기관이다.
RTC는 시내버스뿐만 아니라 수요응답형 버스, 버스 요금을 지불하여 이용할 수 있는 택시, 장애인 및 교통약자가 이용할 수 있는 보조교통은 물론 퀘벡의 공영 전기자전거인 아벨로를 운영하고 있다. 하나의 요금으로 도시 전체의 대중교통을 이용할 수 있는 RTC는 OPUS 카드뿐만 아니라 노마드 앱과 자동이체는 물론 라발 대학교 대학생들이 무료로 대중교통을 이용할 수 있도록 하는 등 다양한 요금제를 선보이고 있다. RTC의 버스는 노선 수요에 맞게 일반 버스와, 그보다 짧은 미디뷔스와, 수요가 많은 메트로뷔스 간선급행버스체계 노선에 투입되는 굴절 버스 등 다양한 종류의 버스를 운행하고 있다.
RTC는 또한 퀘벡시에서 구상 중인 길이 19.3km의 퀘벡 트램이 개통하는 대로 운행을 맡을 예정이며, 2023년 11월 시공사 선정에 난항을 겪어 퀘벡주가 다시 타당성 조사를 실시한 다음에 2024년 6월에 트램이 적합하다는 결과를 토대로 트램 사업은 다시 궤도에 올라간 상태이다. 이 노선을 두고 퀘벡시 내외에서 노선 구상 초기부터 정치적으로 찬반 논란이 팽팽하였으며, 평일 출퇴근 시간대에 포화 상태인 버스를 대체할 트램이 필요하다는 찬성 진영과, 퀘벡 시내와 세인트로렌스강 남쪽의 레비를 잇는 새로운 고속도로 터널이나 다리를 지어 지역의 교통 정체를 해소해야 한다는 반대 진영이 첨예하게 대립하고 있다.

## 역사
퀘벡 수도권 교통망은 1969년에 세워진 기관이지만 퀘벡시의 대중교통은 150년이 넘는 역사를 간직하고 있다.

### 마차와 마차철도

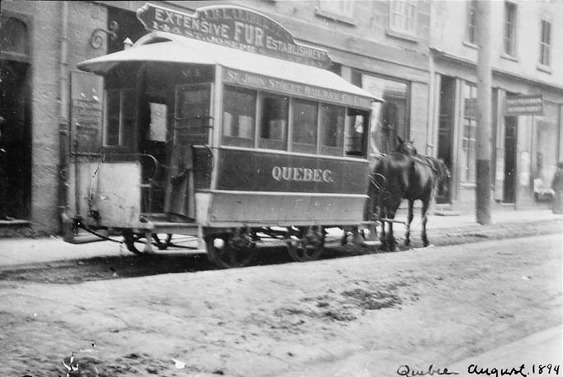
1894년 8월에 생장가를 따라 운행하던 생장가도시철도회사의 마차철도

1863년 가을, 퀘벡의 주요 경영인들과 그외 핵심 인사들이 당시 영국령이었던 캐나다주 의회에 마차 회사 설립을 위한 서명을 받아냈다. 이 중에서는 나중에 퀘벡시장이 된 피에르 가르노와 존 르므쥐리에, 기업인 기욤유젠 쉬닉과 세리스 테튀 등이 포함되어 있었다. 1863년 10월 15일, 퀘벡의 첫 대중교통 업체인 퀘벡시가철도회사(Quebec Street Railway)가 인가되었고, 퀘벡의 다섯 동네를 이을 마차 노선 건설권을 확보하였다. 특히 퀘벡 시내의 상가와 아랫마을에 있는 항구에 마차를 건설하는 쪽으로 주목하였다. 퀘벡시가철도회사는 샹플랭 시장과 오늘날의 불바르 랑젤리에 공원이 있는 생투르스가 경계까지 마차를 운행하였다. 퀘벡의 첫 마차 노선인 이 노선은 1865년 8월 18일에 개통하였다. 한편, 마차에 의해서 견인되는 마차철도가 도입되면서 기존 마차는 사양길에 접어들었다. 마차 표는 25센트에서 50센트였던 반면 마차철도 표는 5센트에 불과했기 때문이다. 일부 마부들은 마차철도 도입에 대해 불공정한 경쟁이라며 비난하였고, 이에 대한 항의로 일부 차량이 훼손되고, 선로를 뜯어가고, 일부 마차철도 운전사들에게 폭력을 일삼기도 하였다.
한편, 시 당국과 철도회사는 도로 유지보수와 같은 사안에 대해 서로 자기 소관이 아니라며 떠넘기는 모습을 보이기도 하였다. 또한 대중교통의 확장으로 경제적인 효과를 볼 수 있었음에도 불구하고 철도회사는 재정상의 문제로 마차철도를 윗마을까지 연장하는 방안을 거절하였다. 1874년에는 철도회사가 마차 노선을 연장하여 차량기지를 당시 퀘벡시에 흡수되지 않은 생소뵈르까지 연장하여 퀘벡시에 세금을 내지 않게 되었다. 마차철도가 윗마을까지 연장된 건 1878년에 생장가도시철도회사(Chemin de fer urbain de la rue Saint-Jean)가 설립되면서였는데, 이 회사는 샤토 프롱트낙에서 생장가를 따라 아브뉘 드 살라베리까지 마차철도 노선을 건설하였고, 마구간은 생장밥티스트의 필립 도르발가에 위치해 있었다.

### 공영 전차 발족

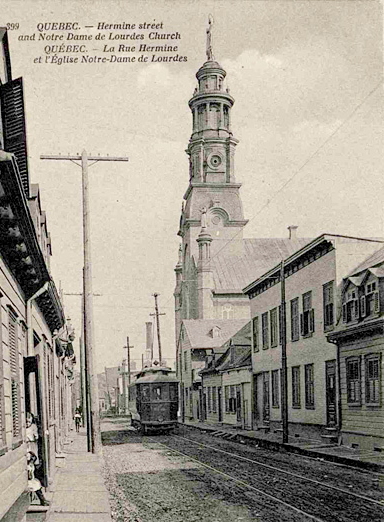
1907년에 퀘벡 생소뵈르의 노트르담드루르드 예배당을 지나는 전차 모습

몬트리올이 1892년에 전차를 개통하면서 1890년대에 퀘벡에서도 기존 마차를 공영화하고 전철화하는 방안이 추진되었다. 퀘벡, 몽모랑시, 샤를부아 철도회사(Quebec, Montmorency and Charlevoix Railway) 대표이자 공학자, 경영인이었던 호러스 젠슨 비머는 퀘벡의 공영 전차를 운영하기 위한 독점 운행권을 취득하였다. 이후 철도 회사는 퀘벡의 공영 전차 운행을 담당할 계열사인 퀘벡지구철도회사(Quebec District Railway Company)를 설립하고 기존에 퀘벡 일대를 운행했던 퀘벡시가철도회사와 생장가도시철도회사를 인수하였다. 이 외에도 중요한 공사가 남아있었는데, 몽모랑시전력회사(Montmorency Electric Power)가 퀘벡시 전차에 전력을 공급하기 위해 기존 전력 설비를 보강하고 아랫마을과 윗마을을 연결하기 위해 전차가 다닐 수 있도록 완만한 경사로를 지어야 했다. 이에 따라 생장 성문이 퀘벡 구도심과의 완만한 연결을 위해 일부 철거되었다. 1897년 여름, 기존의 전차 노선이 하나로 통합되고 전철화되면서 4개의 전차 노선이 운행을 개시하였다. 1897년 12월에는 생폴가와 오텔디외를 잇는 경사로인 코트 디낭을 따라 전차가 운행하였다. 전차가 개통하면서 마차는 정전 시에만 운행하게 되었다.
뉴욕에서 제조된 신형 전차는 보통 25명에서 27명, 최대 50명까지 수용할 수 있었으며, 전차 내부에는 히터도 장착되어 있었다. 퀘벡에 개통된 새로운 교통수단으로 도시는 몽캄 지역까지 확장하였고, 이후 인구가 늘어나면서 인구 밀도도 늘어나게 되었다.

### 전차의 번영과 쇠퇴

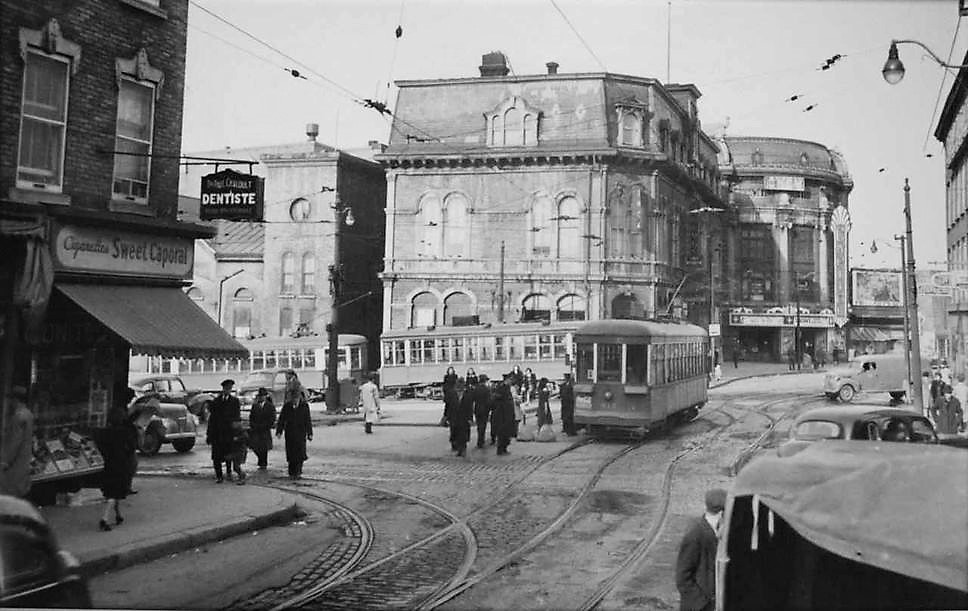
1944년 듀빌 광장을 지나는 전차 모습

1899년, 퀘벡 지역의 철도와 전기 회사가 통합되어 퀘벡의 교통과 전력을 독점으로 공급하는 퀘벡철도조명전력회사 (Quebec Railway, Light & Power Company)라는 회사가 등장하였다. 이 회사는 이후 퀘벡전력(Quebec Power)이라는 이름으로 변경하여 1948년에 전차 운행이 중단될 때까지 퀘벡시 일대의 전차 운행을 맡았다.
1910년, 전차 노선은 몽캄에서 서쪽으로 실르리까지 연장되었고, 1912년에는 동부의 보포르까지 연장되었다. 이 당시 퀘벡의 전차는 황금기에 접어들었고 도시 전체에 걸쳐 운행하였다. 1932년, 퀘벡 전차 노선은 실르리에서 몽모랑시까지 운행하였고, 총 11개의 노선을 운행하였다.
하지만 전차는 그렇게 오래가지 못했는데, 1937년부터 퀘벡전력은 전차를 애물단지로 여겨 버스로 대체하기 시작하였고, 1948년 5월 26일에 퀘벡의 마지막 전차 노선인 생소뵈르 노선이 폐선하면서 퀘벡의 전차는 역사 속으로 사라졌다.
이 외에도 1951년, 퀘벡전력이 운행하던 퀘벡, 몽모랑시, 샤를부아 철도는 당시 캐나다 공기업이었던 캐나다 내셔널 철도(CN)에 매각되었으며, 1957년 1월에는 퀘벡전력이 대중교통 부문을 퀘벡버스 (Québec Autobus Limitée)로 이름을 변경하였고, 퀘벡전력은 1957년 1월에 퀘벡버스를 당시 몬트리올에 본사를 둔 주간운수회사(Provincial Transport Company)에 매각하였다.

### 교통위원회
퀘벡버스는 1965년에 지역 투자자들에게 매각되었으며, 이후 1969년 12월 23일에 퀘벡버스를 공영화하고 공영 버스 기관인 퀘벡도시공동체교통위원회(Commission de transport de la communauté urbaine de Québec, CTCUQ)를 발족하는 법안이 퀘벡 주의회를 통과해 이듬해인 1970년 12월 23일 발족하였다. 1971년에는 보포르와 부아샤텔 지역을 각각 운행하던 부아샤텔교통(Transport Boischâtel), 생트푸아와 랑시엔느로레트 지역을 운영하던 푸르니에버스(Autobus Fournier), 바니에 지역을 운영하던 바니에버스(Autobus Vanier), 샤를부르 지역을 운영하던 샤를부르버스(Autobus de Charlebourg) 등 총 4개 버스 회사가 CTCUQ에 흡수되고, 1973년에는 몽모랑시 지역의 뒤퐁버스(Autobus Dupont), 1976년에는 생트테레즈드리시외 지역을 운영하던 라발버스(Autobus Laval)도 공영화되었다.
1970년대는 퀘벡 대중교통이 본격적으로 발전하기 시작한 시기였다. 우선 1975년에는 버스전용차선이 처음 도입되어 버스 운행 속도가 향상되었다. 이듬해인 1976년에는 주요 정류장에만 정차하는 첫 급행버스 노선과 버스 정류장 시설이 설치되어 이용객들에게 편의를 제공하였다. 1977년에는 대중교통을 자주 이용하는 승객을 위한 1개월권이 도입되었고, 퀘벡 외곽 지역에서 시내를 빠르게 잇는 엑스프레스(eXpress) 급행 노선도 신설되었다. 1977년에는 또한 교통위원회법이 개정되면서 지방 선출직 공무원들로 구성된 새로운 이사회가 설립되었다. 1979년에는 교통위원회 본사가 뤼 데 로카이유 720번지에 개소하여 오늘날 RTC 본사로 쓰이고 있다.
교통위원회는 이후 80년에도 대중교통 인프라 확충에 투자하였으며, 퀘벡 일대를 운행하는 주요 대중교통 기관으로서 간선 교통 재편도 이어졌다. 1980년에는 플라스 르부르뇌프에 첫 환승 주차장이 개통해 운전자들이 자동차에서 버스로 갈아탈 수 있도록 하였다. 또한 대중교통 공영화 이후 처음으로 버스 표를 가까운 슈퍼나 약국, 마트 등에서 살 수 있도록 표 사는 곳을 더욱 늘렸다. 이후 1984년에는 지역별로 난립했던 버스 노선도가 하나로 통일되어 이용객들의 편의를 도모하였다. 1986년에는 본사를 확장하고, 인구 밀도가 낮은 곳에 대중교통을 유연하게 운행하기 위해 콜택시를 시범으로 도입하였다. 이 외에도 보포르와 샤를부르에 터미널이 개통하였고, 라피뷔스(Rapibus)를 통해 주요 대중교통 거점을 잇는 간선버스가 운행을 개시하였다. 버스전용차로가 확장되어 버스 속도를 향상하였고, 메디아콤과의 협약으로 버스 정류장 시설 200개가 증설되었다.
1990년 초반과 중반에 들어서서 퀘벡 대중교통의 주요 변화가 있었는데, 1992년 8월 17일에 버스 노선 대규모 재편이 이루어지면서 오늘날의 간선급행버스인 메트로뷔스(Métrobus)가 신설되고, 버스전용차로가 30km 확장되고, 급행 버스인 엑스프레스 (eXpress) 노선이 두 배로 늘어나고, 환승 주차장이 증설되고, 일반 버스 노선이 개편되고, 주말 심야 시간대에 운행하는 쿠시타르(Couche-Tard) 심야버스가 운행을 개시하고, 이용자들의 입장을 대변하는 이용자보호위원이 새로 위촉되었다. 이듬해에도 메트로뷔스 노선이 신설되고 엑스프레스 노선도 5개 추가되었다.
1994년에는 퀘벡도시공동체교통위원회(CTCUQ)가 퀘벡도시공동체교통공사(Société de transport de la Communauté urbaine de Québec, STCUQ)로 이름을 바꾸었다. STCUQ로 이름을 변경한 뒤에도 인프라 확장은 계속되었는데, 1995년에는 더퍼린 몽모랑시 고속도로에 버스 및 카풀 전용차로가 시범 개통했고, 이듬해인 1996년에는 전용차로가 영구 도입되었다. 또한 1996년에는 라발 대학교에 버스 터미널 시설이 지어졌고, 세인트로렌스강 북쪽과 남쪽 지역의 요금이 단일화되었다. 1997년에는 퀘벡 주의회에서도 버스 터미널 시설이 지어졌다. 1998년에는 신분증을 제시하면 학생 할인을 받을 수 있도록 요금이 개편되었다.

### 퀘벡 수도권 교통망

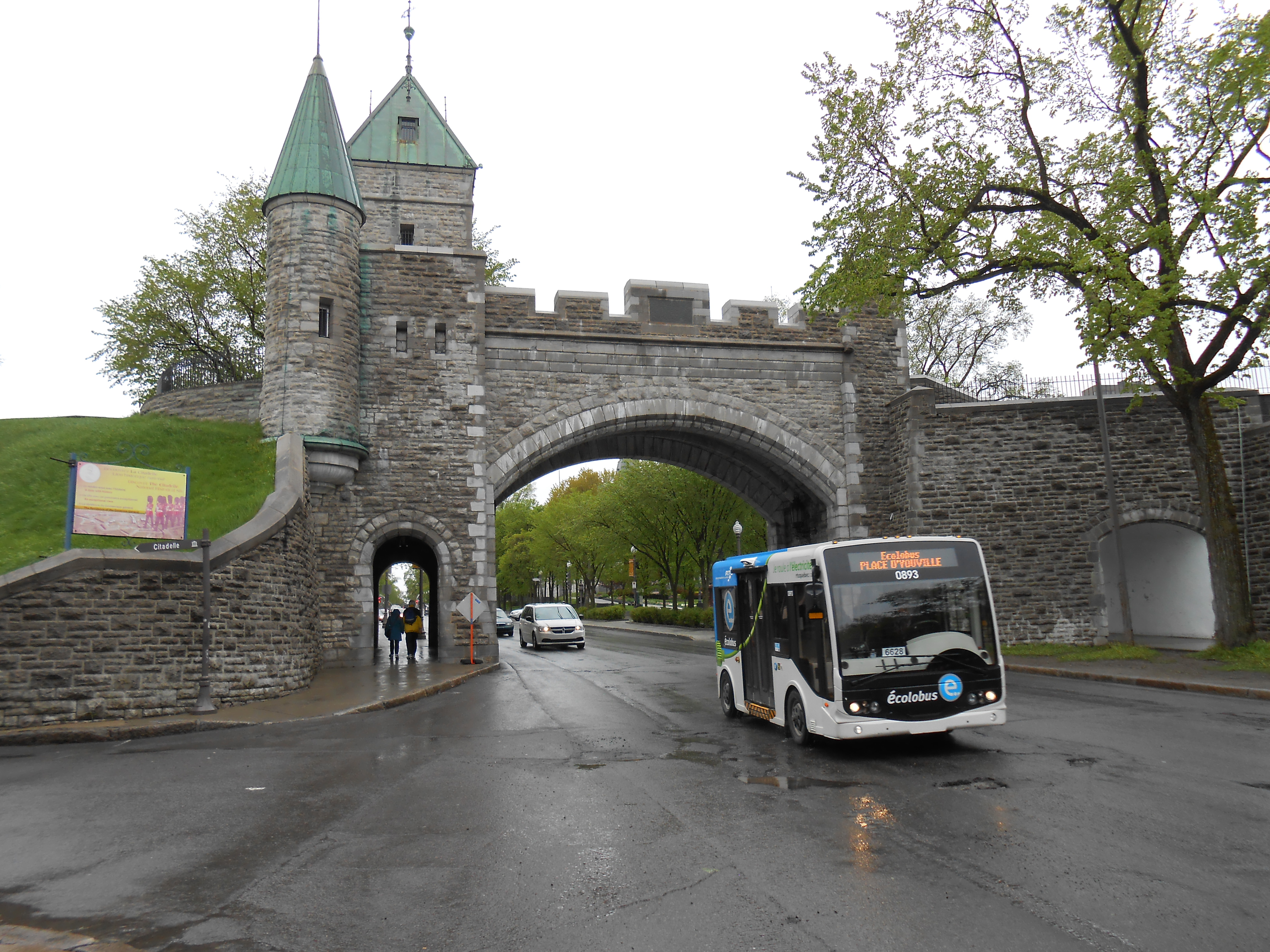
생루이 성문을 지나는 전기버스인 에콜로뷔스

2000년 12월 19일, 루시앙 부샤르 퀘벡 주지사가 사퇴를 앞두고 퀘벡주에서 150년 만에 가장 큰 규모의 행정구역 통폐합을 발표하였다. 이에 따라 교외 지역의 지방자치단체가 중앙 시로 통합되어 더 큰 통합시가 형성되었는데, 퀘벡시와 인접한 생트푸아, 보포르, 샤를부르, 실르리, 로레트빌, 발벨레르, 캅루지, 생토귀스탱드데모르, 랑시엔느로레트, 생테밀, 바니에와 락생샤를 등 총 12개 지자체가 퀘벡시에 통합되었다. 이에 따라 CTCUQ는 임시로 퀘벡교통공사 (Société de transport de Québec)이라는 이름을 달다가 오늘날의 기관명인 퀘벡 수도권 교통망(RTC)으로 자리 잡았다.
2000년대 이후로는 크고 작은 다양한 버스가 도입되었다. 2000년에는 퀘벡 구도심에 천연가스 셔틀버스인 에콜로뷔스(Écolobus)를 시범으로 도입했다. 에콜로뷔스는 이후 2008년 전기버스로 도입되었으며 퀘벡 페리터미널에서 무기고까지 셔틀버스로 운행하였다. 에콜로뷔스는 2015년 1월에 전기배터리 과열 문제로 운행이 중단되었다. RTC는 구도심에 운행하는 소형 버스뿐만 아니라 메트로뷔스에 더 많은 승객을 수용할 수 있는 굴절버스도 도입하였다. 2006년, 퀘벡주 정부는 퀘벡 수도권 교통망에 새로 도입될 굴절버스를 유지 보수하게 될 차고지 건설에 4,700만 달러 투자를 발표하였다. 이듬해인 2007년에는 아르망 비오 공업단지에 굴절버스 62대를 수용할 수 있는 메트로뷔스 차고지 부지를 매입하였다. 2008년에는 메트로뷔스 800번과 801번에 운행하게 될 첫 굴절버스를 주문하였고, 차고지는 2009년 12월에 개장하였다. 2010년 9월에는 디젤과 전기를 혼용하는 하이브리드 버스도 도입되었다. 이후 2012년부터 2015년까지 기존 디젤 버스는 수백 대의 하이브리드 버스로 대체되었다. 마지막으로 2016년에는 네덜란드의 반호르와 계약을 체결해 일반 버스의 4분의 3 길이인 A330 하이브리드 버스를 주문하였다. 미디뷔스(Midibus)로 알려진 이 버스는 약 20여명의 승객을 실어 나를 수 있으며 주로 도심 구간을 운행하게 되었다. 미디뷔스는 2018년 1월부터 2019년 말에 걸쳐 총 64대가 반입되었다.
요금도 몇 차례 개편되었다. 2001년에는 라본느뷔스(L'abonne BUS)를 통해 대중교통 정기권 요금을 매달 할인된 가격에 자동이체할 수 있게 되었다. 2003년에는 생토귀스탱드데모르 시내버스인 퀘벡버스(Autocar Québec)와 환승 할인은 물론 요금이 단일화되고, 퀘벡과 레비를 오가는 승객을 위해 할인된 요금의 광역 정기권이 출시되었다. 이 외에도 카셰어링 업체인 커뮤노토와 연계하여 라본느뷔스를 통해 정기권을 자동이체하는 승객은 카셰어링 요금도 할인받을 수 있도록 혜택이 추가되었다. 또한 2007년부터는 라발 대학교 학생들을 상대로 학생회비에 RTC 정기권도 포함되어 학기 중에 이용할 수 있다. 2011년에는 2일권과 일주일권, 여름 버스 이용권인 에테뷔스(ÉtéBus)와 10인 이하의 아동과 성인 1명이 쓸 수 있는 단체 이용권도 추가되었다. 마지막으로 2015년에는 5일권과 주말권, 또한 여름축제를 위한 행사 티켓인 페스티뷔스(FestiBUS)도 요금에 포함되었다.
요금 뿐만 아니라 기존 티켓에서 교통카드로 지불 수단도 세대교체가 이루어졌다. 2001년, 퀘벡 수도권 교통망은 몬트리올 교통공사와 더불어 차세대 교통카드 시스템을 도입하기 위해 계약을 발주하였고, OPUS (오퓌스) 카드가 STM과 같은 시기인 2008년 가을에 도입되었다. 이후 2009년에는 노인과 학생 요금도 OPUS 카드로 지불할 수 있게 되었고 일회용 승차권도 2010년 7월 5일부터 OPUS 카드에 충전할 수 있게 되었다. 이후 2020년 6월 18일, RTC는 OPUS 카드와 더불어 RTC의 각종 요금을 지불할 수 있는 스마트폰 앱인 RTC 노마드 페망 (RTC Nomades paiement)을 선보였다. 처음에 1회권, 1일권, 5일권, 주말권만 도입된 노마드 앱은 이후 순차적으로 학생 및 노인 할인 요금과 광역 요금까지 지불할 수 있게 되었다.
버스 노선과 인프라도 확충되었다. 2007년에는 로베르 부라사 고속도로 슈망 생트푸아 방면으로 버스전용차로가 개통하였고, 이듬해인 2008년에는 세 번째 메트로뷔스 노선인 802번 버스가 12번 버스 노선을 따라 운행을 개시하였다. 2011년에는 네 번째 메트로뷔스 노선인 803번 버스가 레 솔과 보포르 터미널을 운행하기 시작하였고, 이 중 불바르 르부르뇌프에 설치된 7km의 버스전용차로를 따라 운행한다. 2013년에는 엑스프레스 300번과 500번 버스가 추가되어 생트푸아 지역을 운행하기 시작하였다. 또한 퀘벡의 다목적 경기장이자 콘서트장으로 쓰이는 상트르 비데오트롱이 개장하면서 각종 행사나 콘서트가 있을 때마다 셔틀버스가 운행한다. 2016년에는 메트로뷔스 804번과 807번이 도입되었고, 윗마을과 아랫마을을 잇는 19번 버스도 신설되었다. 2017년에는 보포르 지역을 운행하는 51번과 253번 버스가 신설되었고, 11번과 21번은 하나의 버스로 통합되었다.

## 체계
퀘벡 수도권 교통망은 퀘벡 일대의 시내버스를 주로 운행하지만, 장애인을 위한 전용 버스를 수도권보조교통서비스(Service de transport adapté de la Capitale, STAC)가 운행하고 있고, 이 외에도 인구밀도가 낮은 지역에서 가까운 버스 정류장으로 승객을 실어 나르는 콜택시 서비스인 탁시뷔스(Taxibus), 마찬가지로 일반 버스가 잘 운행하지 않는 저밀도 지역 내에서 모바일 앱을 통해 택시를 호출해 자유롭게 그 지역 내에서 이동할 수 있는 플렉시뷔스(Flexibus), 이 외에도 자가용에서 버스로 갈아탈 수 있는 환승 주차장은 물론 퀘벡 시내를 중심으로 운영하고 있는 공영전기자전거 서비스인 아벨로(àVélo) 또한 운영한다.

### 시내버스
퀘벡 수도권 교통망이 퀘벡 일대에서 주로 운행하는 교통수단은 시내버스로, 보통 네 종류로 나뉜다.
| 일반 버스(leBus)      | |
|                       | 일반 버스인 르뷔스 (leBus)는 퀘벡 전 지역에 걸쳐서 운행하며, 주거밀집지역과 환승거점, 상업시설 또는 다른 주요 지점을 잇는 노선으로, 간선 도로와 지역 내 도로를 따라 운행하며, 노선에 따라 간선버스 역할을 하는 노선이 있고 지선버스 역할을 하는 노선도 있다. 노선 번호는 1번부터 185번까지 총 54개 노선으로 이루어져 있다. 이 중에서 일부 노선은 3A, 11G번과 같이 뒤에 A, B나 G와 같은 알파벳이 붙는데, 이 노선은 평일 등하교 시간대에 학교를 오가는 통학버스 노선이다. 노선색은 파란색이다. |
| 메트로뷔스(Métrobus)  | |
|                       | 메트로뷔스 (Métrobus)는 퀘벡의 주요 환승거점이나 다른 주요 시설들을 간선도로에 놓인 버스전용차로를 따라 매일 운행하는 간선급행버스로, 총 6개의 노선이 있다. 노선색은 녹색이다. |
| 엑스프레스(eXpress)   | |
|                       | 엑스프레스 (eXpress)는 평일 출퇴근 시간대에 퀘벡 외곽 지역에서 고속도로를 경유해 퀘벡 시내나 생트푸아 중심가로 출퇴근하는 시민들을 위한 버스 노선으로, 노선 번호는 214번에서 584번까지 총 62개 노선으로 이루어졌다. 노선색은 빨간색이다. |
| 쿠시타르(Couche-Tard) | |
|                       | "야행성"이라는 뜻의 쿠시타르(Couche-tard)는 매주 금요일과 토요일 밤에 퀘벡 시내나 생트푸아 중심가에서 외곽 지역으로 집에 안전하게 들어가고자 하는 승객을 위해 운행하는 심야버스이다. 노선 번호는 904번에서 992번까지 총 13개 노선으로 이루어졌다. 노선색은 검정색이다. |

이 외에도 RTC는 2023년 6월 17일부터 10월 9일까지 퀘벡에 방문하는 관광객들을 위해 팔레역, 퀘벡항 마리나, 루이즈 구항구, 페리 터미널, 퀘벡문명박물관, 프티샹플랭, 사뮈엘 드 샹플랭 산책로, 퀘벡 수족관 등의 관광 명소를 잇는 400번 셔틀버스를 운행한 바 있으며, 상트르 비데오트롱에서 각종 행사가 있을 때마다 퀘벡 시내, 르부르뇌프, 샤를부르, 보포르에서 경기장을 오가는 405, 410, 430, 450번 버스가 수시로 운행한다.

### 탁시뷔스
퀘벡에서 버스 정류장까지 거리가 멀거나 인구 밀도가 낮은 지역에는 버스가 운행하는 대신에 필요에 따라 가까운 버스 정류장까지 택시로 실어 나르는 탁시뷔스(Taxibus)가 있다. 탁시뷔스가 운행하는 지역은 주로 두 지역인데, 퀘벡시 서쪽의 생토귀스탱(Saint-Augustin)과 로랑시앵(Laurentien) 지역이다. 생토귀스탱 지역에서는 자택과 92, 94, 294번 버스 정류장을 오가는 택시를 출발 1시간 전까지 예약할 수 있다. 로랑시앵 지역에서는 자택과 80, 93, 280, 283, 380, 580번 버스 정류장을 오가는 택시를 출발 1시간 전까지 전화로 예약할 수 있다. 택시 요금은 무료이고 이후 시내버스로 갈아탈 때 요금을 지불해야 한다.

### 플렉시뷔스
플렉시뷔스(Flexibus)는 버스가 자주 운행하지 않는 대중교통 사각지대에서 운행하는 버스로, 실시간 최적경로생성 기술을 적용하여 승객의 실시간 이동 수요를 분석하고 파악해 가장 적합한 경로를 찾아 효율적으로 배차하는 수요응답형 버스이다. 플렉시뷔스 앱이나 RTC 홈페이지 및 고객센터를 통해 운행 지역 내에서 출발지와 도착지를 지정해 출발 30분 전까지 호출하면 되고, 요금은 시내버스와 동일하다. 버스는 7인승 버스로, 모든 승객이 안전벨트를 착용해야 하며, 도로교통법에 따라 입석은 불가능하다.
2023년 10월 현재 플렉시뷔스가 운행하는 구역은 총 세 구역으로, 1구역은 퀘벡 북서쪽의 발벨레르와 로레트빌 지역이고, 2구역은 퀘벡 북동쪽의 웬다케, 생테밀, 락생샤를 및 노트르담데로랑티드 지역, 3구역은 보포르 북부와 동부에 위치한 생트테레즈리시외, 쿠르빌, 몽모랑시 지역이다. 세 구역 모두 수요응답형 버스가 매일 아침 6시부터 오후 11시까지 운행한다.
플렉시뷔스의 운행 구역은 다른 지역으로 점차 확대될 예정인데, 4구역은 퀘벡 서부에 위치한 생토귀스탱드데모르, 5구역은 샹피니와 랑시엔느로레트 지역으로 2023년 말에 운행을 개시하며, 6구역과 7구역은 세인트로렌스강을 마주하는 앙스오풀롱, 캅디아망 지역으로 2024년에 운행을 개시할 예정이다.

### 아벨로

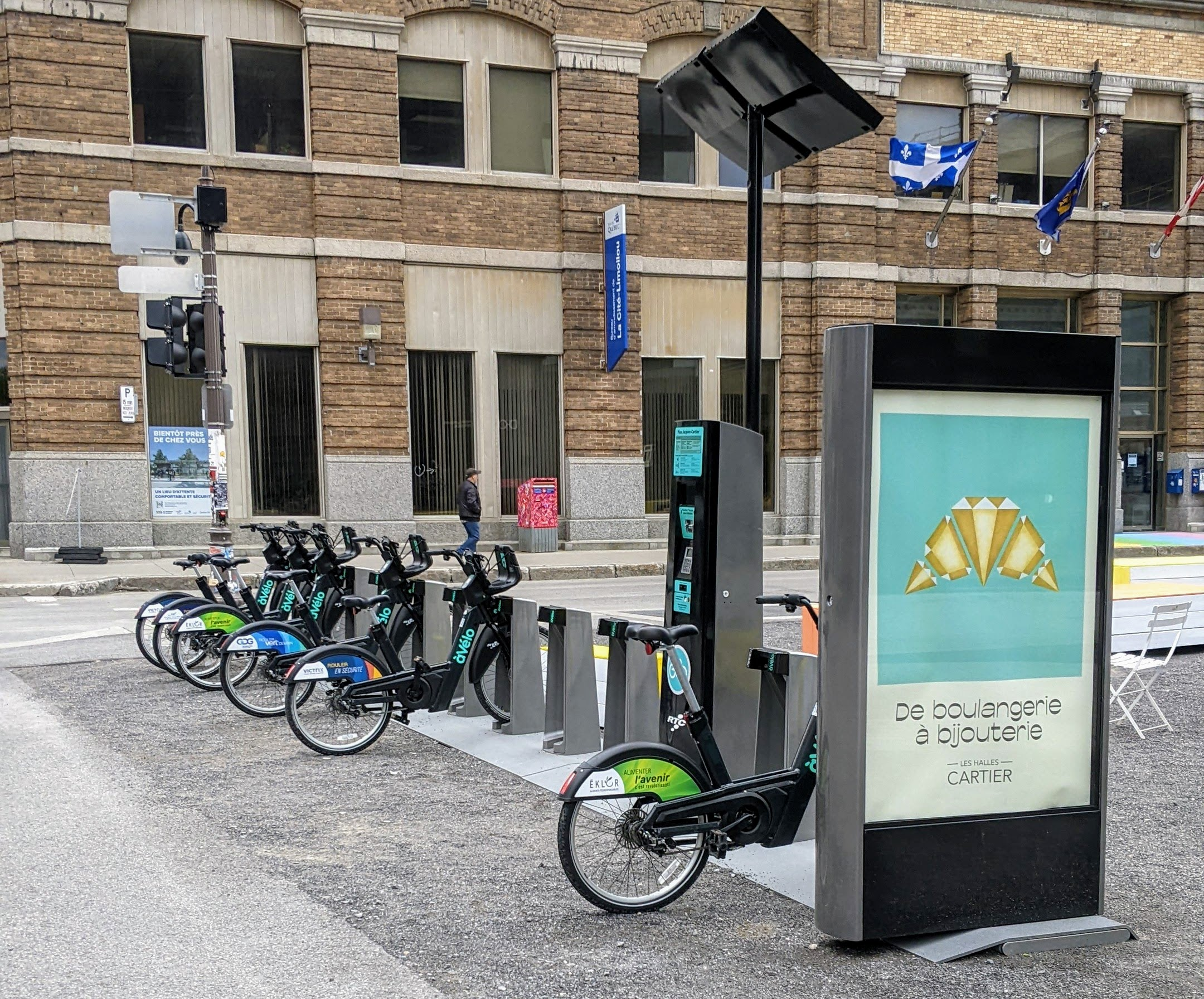
퀘벡 생로크에 위치한 라시테-리므알루 구청 앞에 설치된 아벨로 전기 자전거 대여소

퀘벡 수도권 교통망은 또한 무인 공공 전기자전거 대여 서비스인 아벨로(àVélo)를 운영하고 있으며, 2023년 기준 퀘벡 구도심에서 생트푸아와 리므알루까지 총 74개의 대여소와 780대의 전기자전거가 있다. 전기자전거는 아벨로 앱이나 RTC 아벨로 홈페이지를 통해 대여할 수 있으며, 일회권으로 한 차례 이용하거나 자주 이용한다면 30일권, 연간권을 구매할 수 있다.
아벨로는 만 18세 이상 성인이나 6D 소형 모터사이클 면허를 소지한 만 14세부터 17세 청소년, 또는 자동차 운전면허를 소지한 만 16세 및 17세 청소년이 이용할 수 있다. 아벨로는 이용할 때 헬멧을 착용해야 하고, 인도가 아니라 자전거 전용 도로나 차도를 이용하는 등 퀘벡 도로교통법에서 규정하는 사항을 준수하여야 한다.
2023년 5월부터 10월까지 아벨로는 이용 횟수가 553,000회 이상으로 역대 최대치를 달성하였다. 예상보다 많은 이용객으로 2024년에는 대여소를 115개로 늘리고, 자전거도 780대에서 1,300대 이상으로 대폭 늘릴 예정이다. 레비 시장 질 르우일리에는 퀘벡 광역공동체와의 협의를 통해 2025년에 세인트로렌스강 남부에 위치한 레비에도 아벨로 전기자전거 대여소를 설치하는 방안을 추진하겠다고 밝혔다.

### 환승 주차장
퀘벡 수도권 교통망은 또한 자가용 운전자들이 환승 거점에서 버스로 갈아탈 수 있도록 환승 주차장인 파크오뷔스(Parc-O-Bus)를 무료로 운영하고 있다. 환승 주차장은 매일 오전 6시부터 오후 6시까지 개장하지만, 41번가 / 1번가, 드 라 폰, 르 장드르, 피두즈, 데스티모빌, 생트안 주차장은 매일 오전 5시 30분부터 다음날 오전 2시 30분까지 개장한다. 또한 데스티모빌 주차장을 이용하는 운전자들은 RTC 요금이 충전된 OPUS 카드를 주차장 단말기에 태그한 뒤, 90분 내에 버스로 갈아타야 한다.
환승 주차장은 총 23곳으로 위치는 다음과 같다.
- 보포르: 질 트랑블레 경기장 부지, 데스티모빌, 생루이드쿠르빌 성당, 프롬나드 보포르, 프로비고 로뱅 생로랑 지점, 생트안
- 샤를부르: 생트세실 성당, 드 라 폰, 갈르리 샤를부르
- 오트생샤를: 펠릭스 르클레르 도서관, 폴 에밀 보리외 커뮤니티 센터, 생테밀 커뮤니티 센터, 생제라르마젤라 성당, 플라스 발벨레르
- 레리비에르: 카르푸 레솔, 생탕드레 성당
- 라시테-리므알루: 41번가 / 1번가
- 생트푸아-실르리-캅루지: 르 장드르, 캅루지 시립 주차장, 피두즈
- 랑시엔느로레트: 노트르담드라농시아시옹 성당
- 생토귀스탱드데모르: 메트로 플뤼스 GP, 다목적 스포츠 센터

### 보조교통
퀘벡 수도권 교통망은 버스를 이용하기에 거동이 불편한 교통약자들을 위한 콜택시인 수도권보조교통서비스(Service de transport adapté de la Capitale, STAC)를 운영하고 있으며, STAC는 평일 오전 6시 30분부터 오후 7시까지, 토요일, 일요일, 공휴일 오전 7시 30분부터 오후 7시까지 운행한다. 콜택시는 STAC 홈페이지나 고객센터 및 팩스로 예약할 수 있으며, 아침이나 낮에 이용하려면 전날 저녁 6시까지 예약해야 하고, 전날 저녁 6시 이후에 예약한 경우 당일 오후 6시 이후에 예약된다. 요금은 RTC 요금과 동일하며, 현금이나 OPUS 카드, RTC 노마드 앱을 통해 요금을 지불할 수 있다.

## 요금
퀘벡 수도권 교통망은 단일요금제로, 하나의 요금으로 퀘벡 전체의 모든 시내버스와 보조교통, 플렉시뷔스를 이용할 수 있다. 요금 지불 수단은 크게 네 가지로 나뉜다. 첫 번째는 현금으로 3달러 75센트를 버스에 승차할 때 동전으로 지불하면 된다. 두 번째는 2008년 가을에 도입되어 몬트리올과 더불어 지금까지 통용되는 교통카드인 OPUS 카드(오퓌스 카드)로, 대중교통을 자주 이용하는 승객에게 있어서 적합한 지불 수단이다. 세 번째는 오카시오넬(Occasionnelle) 카드로, 이름 그대로 대중교통을 자주 이용하지 않거나, 퀘벡에 단기 기간 방문하는 관광객들을 위한 카드이다. 마지막으로 네 번째는 RTC 노마드 페망(RTC Nomades paiement) 앱으로 스마트폰 앱을 통해 일반 티켓이나 정기권을 구매하여 요금을 활성화한 뒤 버스 기사에게 보여주는 방식으로 대중교통 이용 빈도에 상관없이 편리하게 사용할 수 있는 지불 수단이다. 2024년 7월 1일 기준 RTC의 요금은 다음과 같다.
| 요금 유형           | 설명 | 일반   | 아동 및 청소년 (만 6-18세) | 대학생 (만 19세 이상) | 노인 (만 65세 이상) | 에퀴모빌리테 (ÉquiMobilité) |       |
| ------------------- | --- | ------ | -------------------------- | --------------------- | ------------------- | --------------------------- | ----- |
| 1개월권             | - 매달 1일부터 마지막 날까지 유효하다. - OPUS 카드나 노마드 앱에서 충전이 가능하다. - 퀘벡과 레비를 잇는 페리에 무료로 승차할 수 있다. - 전월 20일부터 금월 15일까지 구매 가능 - 회사에서 라본느 뷔스를 통해 단체할인을 받을 수도 있다. | $97.25 | $64.85                     | $64.85                | $64.85              | $64.85                      |       |
| 저녁 및 주말 무제한 | - 평일 오후 4시 이후, 토요일과 일요일 상시 이용 가능 | -      | $28.60                     | -                     | -                   | -                           |       |
| 광역 1개월권        | - 매달 1일부터 마지막 날까지 유효하다. - OPUS 카드나 노마드 앱에서 충전이 가능하다. - RTC, STLévis, 자크 카르티에 대중교통 및 PLU모빌의 대중교통을 이용할 수 있다. - RTC와 STLévis에서는 OPUS 카드를 태그하거나 버스 기사에게 노마드 앱을 보여준다. - 자크 카르티에 및 PLU모빌에서는 종이로 된 패스나 노마드 앱을 보여준다. - 회사에서 라본느 뷔스를 통해 단체 할인을 받을 수도 있다. | $105   | $79                        | $79                   | $79                 | -                           |       |
| 20회권              | - 언제든지 사용할 수 있다. - 사용 90분 이내에 추가 요금 없이 다음 버스로 갈아탈 수 있다. - OPUS 카드나 오카시오넬 카드에 충전할 수 있다. | $63    | -                          | $63                   | -                   | -                           |       |
| 광역 20회권         | - 언제든지 사용할 수 있다. - 사용 90분 이내에 추가 요금 없이 다음 버스로 갈아탈 수 있다. - RTC, STLévis, 자크 카르티에 대중교통 및 PLU모빌의 대중교통을 이용할 수 있다. - RTC와 STLévis에서는 OPUS 카드를 태그하거나 버스 기사에게 노마드 앱을 보여준다. - 자크 카르티에 및 PLU모빌에서는 종이로 된 패스나 노마드 앱을 보여준다. - OPUS 카드나 오카시오넬 카드에 충전할 수 있다.      | $70    | -                          | $70                   | -                   | -                           |       |
| 평시 10회권         | - 평일 오전 9시부터 오후 3시 30분까지, 오후 5시 30분 이후 사용할 수 있으며, 주말에는 상시 사용이 가능하다. - 노인 전용 OPUS 기명 카드나 노마드 앱에서 충전할 수 있다. | -      | -                          | -                     | $21.75              | -                           |       |
| 5일권               | - 처음 사용한 날을 포함해 총 닷새 동안 이용할 수 있다. - OPUS 카드나 노마드 앱에서 충전할 수 있다. | $33.25 | $27.25                     | $27.25                | $27.25              | -                           |       |
| 주말 무제한         | - 금요일 오후 5시 30분부터 일요일 막차까지 이용이 가능하다. - 오카시오넬 카드나 노마드 앱에서 충전할 수 있다. | $17.50 | $17.50                     | $17.50                | $17.50              | -                           |       |
| 1일권               | - 처음 사용한 시점으로부터 24시간 동안 이용할 수 있다. - 오카시오넬 카드나 노마드 앱에서 충전할 수 있다. | $10.00 | $10.00                     | $10.00                | $10.00              | -                           |       |
| 1회용 티켓          | - 티켓은 OPUS 카드에서 2배수로 최대 18개까지 구매할 수 있다. - 오카시오넬 카드에서는 2, 4, 8, 12개 단위로 구매할 수 있다. - 노마드 앱에서는 최대 9개까지 구매할 수 있다. - 만 18세 이하, 만 65세 이상 노인 또는 에퀴모빌리테 승객은 OPUS 카드에서 2배수 단위로 최대 24개까지 구매할 수 있다. - 노마드 앱에서는 최대 9개까지 구매할 수 있다.                                           | $3.50  | $2.90                      | $3.50                 | $2.90               | $2.00                       |       |
| 현금                | - 현금 승차할 때에는 캐나다 달러 동전으로 정확한 금액을 동전 주입기에 집어넣어야 하며, 잔돈은 거슬러주지 않는다. |        | $3.75                      | $3.75                 | $3.75               | $3.75                       | $3.75 |

만 5세 이하 아동은 무료로 승차할 수 있다. 성인의 경우 동반 6-12세 아동 3명까지 무료로 승차할 수 있다.

### 오카시오넬
오카시오넬 카드 (Carte occasionnelle)는 대중교통을 자주 이용하지 않는 승객을 상대로 2회권, 4회권, 8회권, 12회권, 20회권, 페스티뷔스, 1일권, 5일권, 주말권 등 단기간에 이용할 수 있는 요금이 충전된 버스 카드로, 아동, 청소년, 대학생, 노인 등 다양한 승객 유형으로 할인받을 수 있는 OPUS 카드나 RTC 노마드 페망과 달리 성인 요금만 결제할 수 있다. 또한 사용했던 요금을 다시 충전할 수 있는 두 결제수단과 달리 오카시오넬은 단기간 이용이 목적이기 때문에 구매한 카드에 요금을 다시 충전할 수 없다. 또한 무기명 카드이기 때문에 분실하거나 도난당하면 교체할 수 없다.
오카시오넬 카드는 편의점이나 약국, 마트 등 RTC 요금을 판매하는 곳이라면 어디든지 구매할 수 있으며, 퀘벡 장 르사주 국제공항 및 갈르리 드 라 카피탈 쇼핑몰에 비치된 자판기에서도 2회권 또는 1일권이 충전된 오카시오넬 카드를 구매할 수 있다.

### OPUS 카드
OPUS 카드(오퓌스 카드, Carte OPUS)는 잔액을 충전하는 다른 교통카드와는 다르게 2회권부터 1개월권까지 다양한 요금을 충전하는 방식으로, 유효기간은 승객 유형에 따라 4년에서 7년이다. 일반 OPUS 카드는 처음 구매할 때 무기명 카드로 발급되고 이후 RTC 홈페이지에서 이름과 생년월일, 전화번호, 이메일, 카드 번호 등을 입력하면 카드가 등록되어 분실이나 도난 시에도 충전된 요금을 회수할 수 있다. 일반 무기명 카드는 RTC 안내센터, 서비스 센터뿐만 아니라 편의점, 약국, 마트 등 RTC 요금을 판매하는 모든 곳에서 6달러에 구매할 수 있으며, 충전도 가능하다. OPUS 카드에는 1일권과 주말권을 제외한 모든 종류의 요금을 충전할 수 있다.
이 외에도 만 18세 이하 아동 및 청소년과 만 19세 이상 대학생, 만 65세 이상 노인들은 버스 요금을 할인받기 위해 기명 카드를 따로 발급할 수 있는데, 일반 무기명 카드와 다르게 카드 뒷면에 자신의 이름과 승객 유형, 증명사진이 포함되어 있다.
- 만 6세에서 11세 사이의 아동은 기명 카드를 발급받기 위해 여권이나 의료보험증과 같은 신분증과 부모나 법정 대리인이 작성한 카드 신청서와 6달러의 수수료를 지참해야 한다. 지참한 서류를 RTC 서비스 센터에 제시하면 증명사진을 찍게 되고, 카드가 현장에서 발급된다. 카드의 유효기간은 7년이다.[47]
- 만 18세 이하 청소년은 기명 카드를 발급받는 방법은 두 가지로 나뉜다. 퀘벡의 5개 고등학교와 6개 세젭(Cégep)에서는 학교 홈페이지를 통해 15달러의 수수료를 지불하고 기명 카드를 발급받을 수 있으며, 그 외에는 자신이 작성한 카드 신청서와 여권, 운전면허증, 의료보험증과 같은 신분증과 15달러의 수수료를 지참하여 RTC 서비스 센터에 방문하면 증명사진을 찍은 뒤 현장에서 카드를 발급받을 수 있다. 두 경우 모두 카드의 유효기간은 4년 또는 만 19세까지이다.[48]
- 만 19세 이상 대학생은 세젭의 경우에는 학교 홈페이지를 통해 15달러의 수수료를 지불하고 기명 카드를 발급받을 수 있고, 라발 대학교 학생의 경우에는 버스 요금이 등록금에 포함되어있기 때문에 학교 홈페이지를 통해 버스 요금이 포함된 기명 카드를 발급받을 수 있다. 그 외 학교의 경우에는 RTC 안내센터에서 기명 카드를 발급받을 수 있다. 기명 카드는 유효기간이 4년이지만 요금 할인 혜택을 받으려면 매년 학교 홈페이지나 안내센터 방문을 통해 재학 증명을 해야 한다.[49]
- 만 65세 이상 노인은 여권, 운전면허증, 의료보험증과 같은 신분증과 본인이 작성한 신청서 및 15달러의 수수료를 지참해 RTC 서비스 센터에 제시하면 증명사진을 찍게 되고, 카드가 현장에서 발급된다. 카드의 유효기간은 7년이다.[50]

2024년 6월 19일부터 RTC OPUS 충전(RTC Recharge OPUS) 앱을 통해 OPUS 카드에 RTC 요금을 충전할 수 있게 되었으며, 이에 따라 OPUS 카드를 충전하고자 하는 경우 카드 판매처에 직접 방문할 필요 없이 스마트폰을 앱을 통해 충전할 수 있게 되었다.

### RTC 노마드 페망
RTC에서 개발한 모바일 앱인 노마드 페망(Nomades paiement) 앱 또한 일반 요금뿐 아니라 만 18세 이하 아동 및 청소년과 19세 이상 대학생, 만 65세 이상 노인 등 다양한 승객 유형을 설정하여 자신에게 맞는 요금을 앱에서 구매할 수 있다. 노마드 페망 앱은 구글 플레이와 앱 스토어에서 무료로 다운로드할 수 있다. 요금 구매는 비자나 마스터카드 신용카드를 통해 결제할 수 있으며, 요금을 구매하거나 승차 직전에 해당 요금을 활성화할 때, 또는 다른 버스로 환승할 때 와이파이나 데이터가 있어야 한다.
만 18세 이하 아동 및 청소년과 만 19세 이상 대학생, 만 65세 이상 노인의 경우 노마드 앱에서 할인을 받으려면 본인의 증명사진과 앱에서 요구하는 증명서류를 올리면 고객센터에서 72시간 내에 승인받을 수 있고, 승객 유형 설정에 대한 승인 이메일을 받으면 승객 유형에 맞는 적절한 요금을 노마드 앱에서 구입할 수 있다. 다만 만 13세 이하 아동의 경우에는 부모님이나 법정 대리인의 동의를 받아 RTC 서비스 센터나 안내센터에서 승인을 받아야 앱에서 요금을 결제할 수 있다.
노마드 페망에서 구매한 RTC 요금은 보조교통인 STAC에서도 이용할 수 있다. 노마드 페망에서는 RTC 요금뿐만 아니라 STLévis 요금도 구매할 수 있으며, 카셰어링 업체인 커뮤노토와의 결합 요금제도 구매할 수 있다. 라발 대학교 학생들을 상대로 한 대학생 패스(laissez-passer universitaire, LPU)는 OPUS 카드로만 발급받을 수 있다.

### 에퀴모빌리테
2023년 5월 1일부터 퀘벡시는 대중교통을 이용하는 저소득층 승객 및 보조교통인 STAC 승객을 상대로 상대로 1회권이나 1개월권 요금을 33% 할인해주는 에퀴모빌리테 (ÉquiMobilité) 제도를 시행하고 있다. 에퀴모빌리테 제도는 저소득층의 경우 연 소득이 2022년 기준 1인 29,380달러에서 7인 이상 77,751달러 미만인 경우 신분증과 더불어 작년 또는 재작년의 퀘벡 또는 캐나다 국세청의 세금 신고서, 퀘벡 또는 캐나다 정부에서 발행한 소득 증명 서류, 퀘벡주 노동부에서 발행한 저소득층 지원수당 서류, 캐나다 이민국에서 발행한 난민보호신청 서류, 캐나다에 난민으로 자격을 인정받았다는 것을 증명하는 서류 중 하나를 제시하고, 자녀가 있는 경우에는 캐나다아동수당 영수증도 필요하다. 위와 같은 서류를 지참하여 라시테-리므알루나 생트푸아-실르리-캅루지 구청에 방문하거나 퀘벡시 민원창구 주소로 우편을 보내면 퀘벡시에서 3주 안에 에퀴모빌리테 증명서를 우편으로 발송한다. 이후 받은 증명서를 지참해 RTC 서비스 센터나 안내센터에 방문해서 증명사진을 찍고 현장에서 카드를 발급받을 수 있다. 증명사진이 있다면 구청에서 신청할 때 같이 제시하면 집에서 OPUS 기명 카드를 우편으로 동시에 수령할 수 있다. STAC 승객의 경우에는 이미 에퀴모빌리테에 등록된 것으로 간주하기에 위와 같은 절차를 거칠 필요가 없다. 이 카드에는 1회권이나 1개월권만 충전이 가능하며 유효기간은 2년이다.
2023년 7월 1일부터 RTC 서비스센터에 방문하지 않아도 RTC 노마드 페망 앱을 통해 퀘벡시에서 발행한 에퀴모빌리테 증명서, 본인 사진과 신분증을 앱에 업로드할 시 72시간 내에 승인받을 수 있고, 승객 유형 설정에 대한 승인 이메일을 받으면 할인된 1회권이나 1개월권 요금을 구매할 수 있다.
퀘벡시는 2024년 7월 1일부터 에퀴모빌리테를 통해 할인을 받을 수 있는 승객들에게 추가 할인 혜택을 제공하여 기존에 1회권 요금은 2달러 25센트에서 2달러로, 1개월권 요금은 63달러에서 50달러로 인하된다. 2023년 5월 1일 도입 이후로 8,400명이 넘는 승객들이 에퀴모빌리테 제도를 통해 할인 혜택을 받았다.

### 자동이체
RTC를 연중 이용하는 근로자의 경우에는 매달 할인된 1개월권 요금을 자동이체를 통해 지불할 수 있는 라본느 뷔스(L'abonne BUS) 제도를 이용할 수 있다. 라본느 뷔스는 크게 두 가지로 나뉘는데, 단체할인에 참여하는 회사의 경우에는 라본느 뷔스 트라바이외르(L'abonne BUS Travailleur)를 통해 RTC에서 25%, 회사에서 10% 이상을 할인해 기존 1개월권 요금에서 최소 35%를 할인받으며, 카셰어링 업체인 커뮤노토 차량을 30분 동안 추가 요금 없이 이용할 수 있는 플렉스 정기권도 1개월 동안 무료로 이용할 수 있다. 라본느 뷔스 트라바이외르는 최소 12개월 이상 이용해야 한다. 자동이체에는 본인뿐만 아니라 본인 가족도 등록할 수 있으며, 버스 요금은 본인 회사 급여에서 차감된다. 단체할인에 참여하지 않는 회사의 경우에는 라본느 뷔스 페르소(L'abonne BUS Perso)를 통해 RTC에서 기존 1개월권 요금의 25%를 할인해주며, 커뮤노토 플렉스 정기권도 1개월 동안 무료로 이용할 수 있다. 최소 3개월 이상 이용해야 한다. 버스 요금은 신용카드나 계좌에서 매달 자동이체된다. 이 1개월권 요금은 RTC 요금을 선택할 수도 있고, STLévis, 자크 카르티에 대중교통 또는 PLU모빌 등 인접한 지역의 버스도 이용하는 경우에는 메트로폴리탄 요금을 선택할 수도 있다.

### 환승
RTC 버스를 이용하는 승객은 지불 수단에 상관없이 첫 버스 승차 90분 이내에 다음 버스로 무료로 환승할 수 있다. 현금 승차 승객은 첫 버스에 승차할 때 버스 기사에게 환승 티켓을 요구할 수 있으며, 90분 안에 다음 버스에 이 티켓을 집어넣으면 무료로 환승이 가능하다. 오카시오넬과 OPUS 카드는 첫 버스 카드 단말기에 요금을 지불하고 90분 내에 두 번째 버스 단말기에 카드를 찍으면 무료 환승이 가능하다. RTC 노마드 페망 앱은 해당 요금을 활성화하면 90분 동안 유효하며, 다음 버스에 오를 때 기사에게 앱에 있는 요금 화면을 보여주면 무료로 환승할 수 있다. 다만 티켓이 아닌 정기권을 구매한 경우 정기권이 유효한 이상 환승 시간에 별다른 제약은 없다.

## 차량 및 시설

### 차량

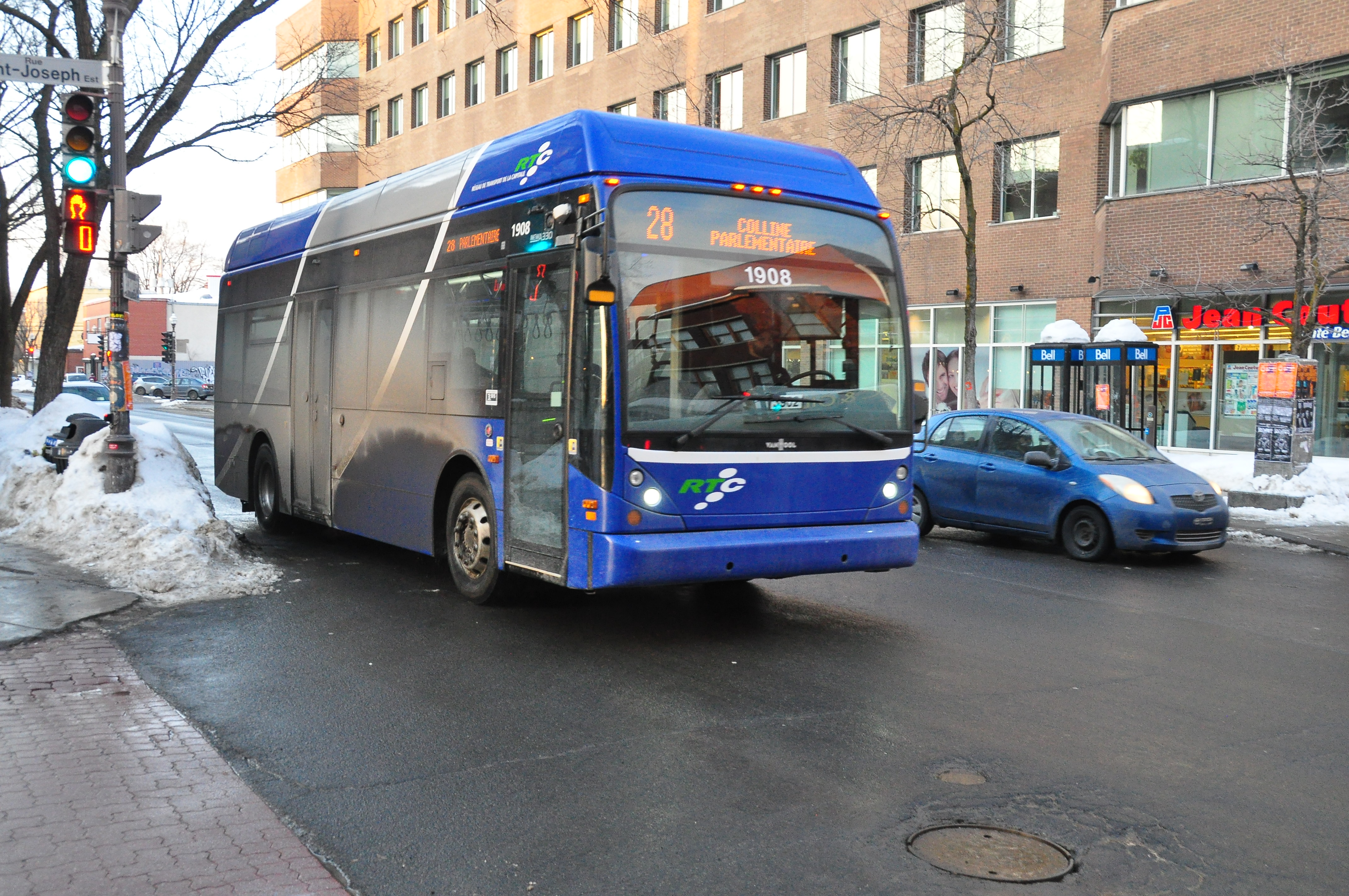
미디뷔스는 일반 시내버스보다 길이가 짧아 수요가 많지 않거나 좁은 도로에 유용하다.

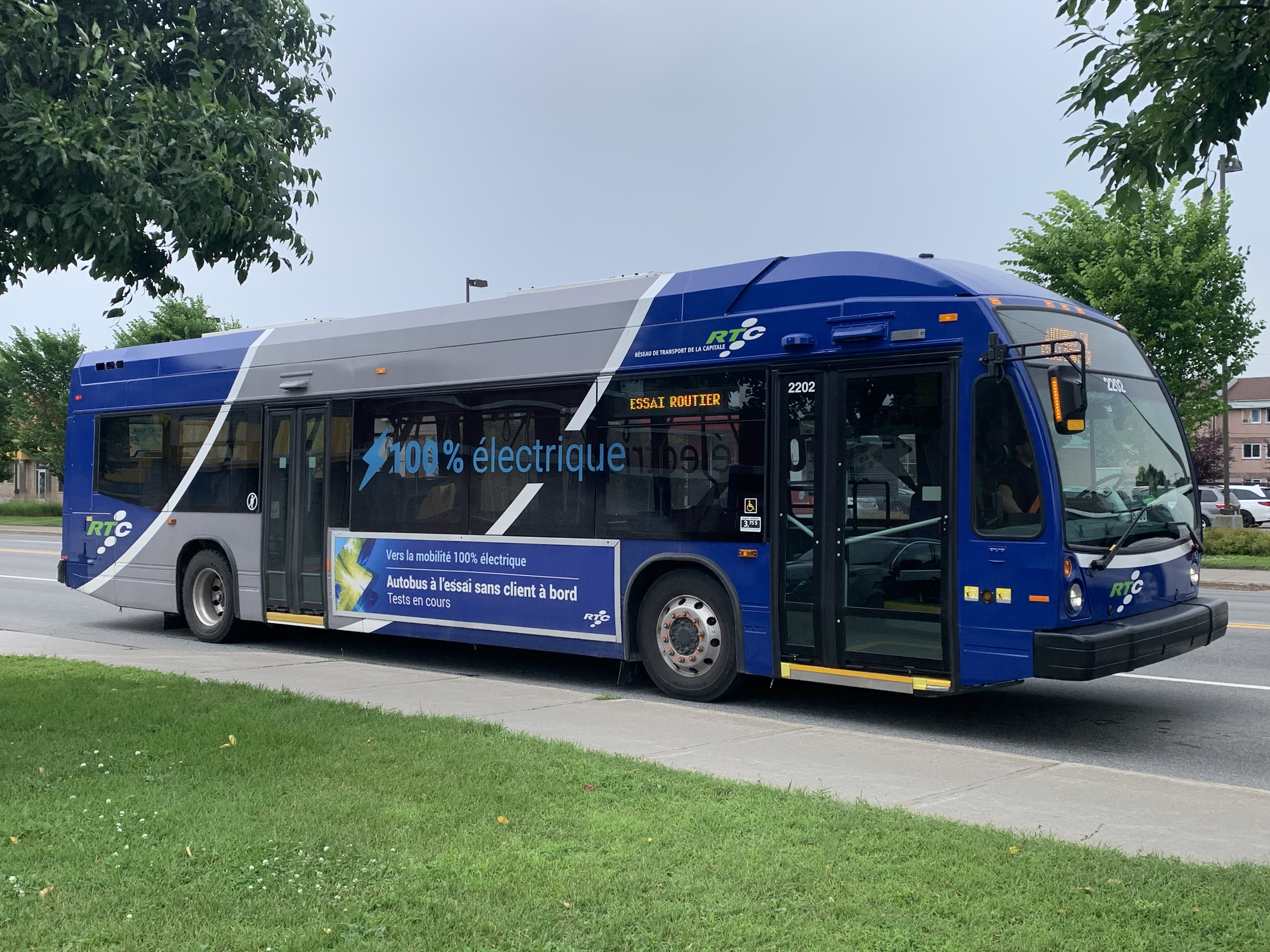
시범 운행 중인 RTC의 신형 전기버스 기종인 노바버스 LFSe+

RTC의 시내버스 차량은 일반 버스, 굴절버스 및 일반 버스와 미니버스의 중간 사이에 있는 미디뷔스(Midibus)로 크게 세 종류이다. RTC의 모든 일반 버스와 굴절버스는 퀘벡주 생퇴스타슈에 있는 버스 업체인 노바버스가 제작하였고, 중소형 버스인 미디뷔스는 벨기에의 반호르가 RTC를 위해 특수 제작하였다.
일반 버스는 두 기종으로 나뉘는데, 하나는 2006년부터 2013년 사이에 도입되어 지금도 사용하고 있는 노바버스의 저상 시리즈(LFS) 기종으로, 길이 12.2m의 디젤버스이다. 좌석은 34석이고, 최대 39명이 입석으로 승차할 수 있다. 두 번째 기종은 2010년에 처음 도입한 뒤 2015년부터 2021년 사이에 도입된 일반 하이브리드 버스인 노바버스의 LFS HEV 기종으로, 버스 길이와 정원 수는 동일하다.
굴절버스 또한 두 가지 기종이 있는데, 하나는 2009년부터 2012년 사이에 도입된 노바버스의 LFS 알틱(Artic) 기종으로, 길이 18.9m, 좌석 48석, 최대 50명이 입석으로 승차할 수 있는 디젤버스이다. 다른 하나는 2016년에 도입된 노바버스의 LFS 알틱 HEV 기종으로 RTC의 첫 하이브리드 굴절버스이고, 사양은 굴절 디젤버스와 비슷하다.
퀘벡 수도권 교통망은 이뿐만 아니라 일반 버스를 투입할 정도로 수요가 많지 않은 구간을 위해 기존 버스의 4분의 3 길이인 미디뷔스 제작 계약을 2016년 벨기에 버스 업체인 반호르에 발주하였다. 좌석은 24석이고 40여 명까지 수용할 수 있는 이 버스 또한 하이브리드 버스이고, USB 단자가 16개 설치되어 휴대폰이나 태블릿 등의 전자기기를 충전할 수 있다. 미디뷔스는 2019년에 도입되어 주로 외곽 지역이나 좁은 도로를 달리는 노선에 투입되고 있다.
2022년 10월, RTC는 노바버스와 함께 기존의 디젤과 하이브리드 버스에 이어서 첫 전기버스 기종인 LFSe+ 기종을 선보였다. RTC는 2023년부터 3년 간의 시범 운행을 거쳐 2026년에 전기버스를 본격적으로 도입할 예정이다.

### 터미널 및 주요 환승 지점

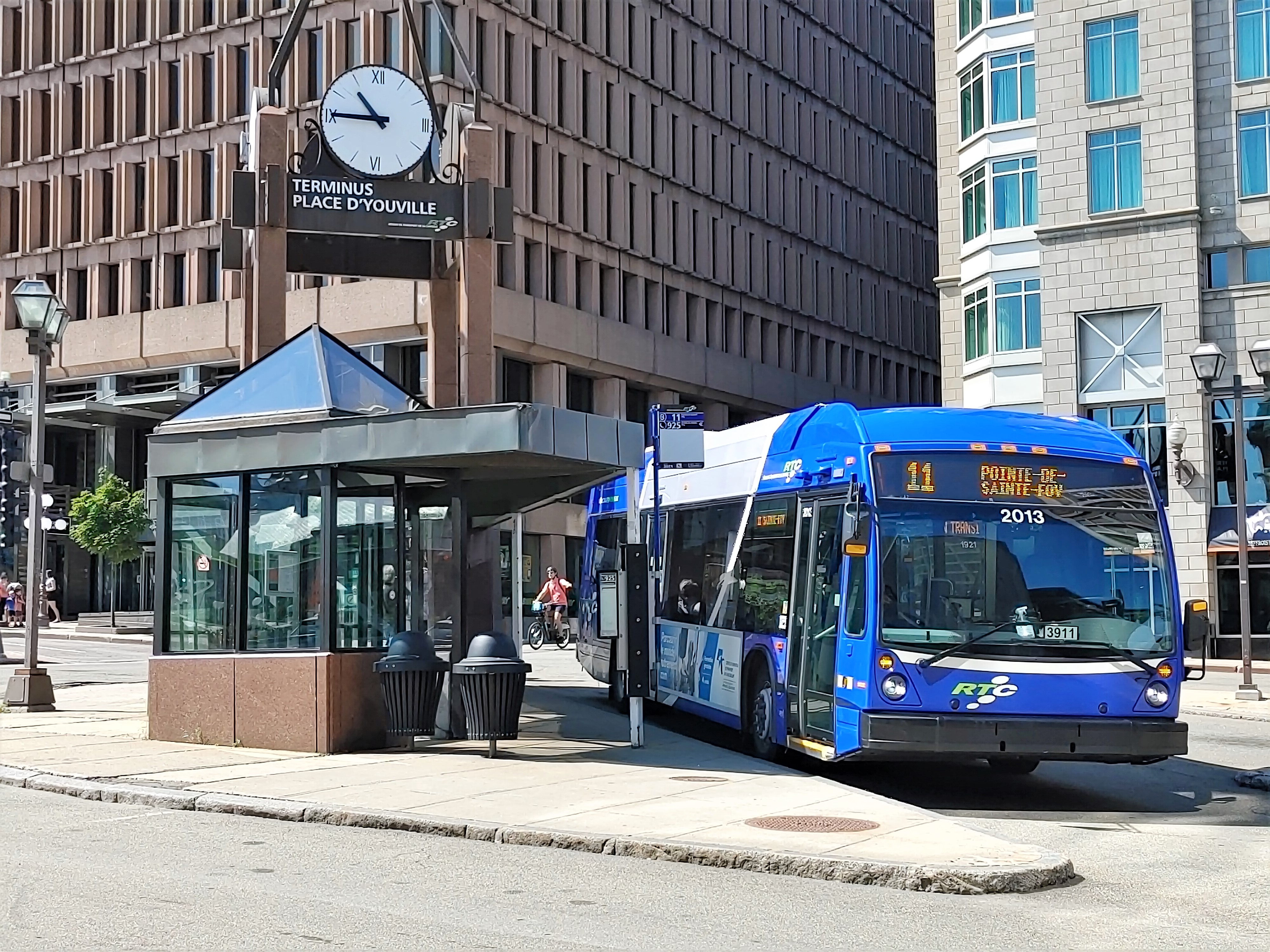
듀빌 광장 터미널

RTC에는 다양한 시내버스가 시종착하는 터미널이 있고, 이와 동시에 터미널에 준하는 시설은 갖추지 않고 있지만 다른 버스로 갈아탈 수 있는 주요 환승 지점이 있다.
퀘벡 수도권 교통망의 주요 터미널은 다음과 같다.
| 터미널 명칭         | 터미널 명칭                      | 위치                                                        | 버스 노선 목록 |
| ------------------- | -------------------------------- | ----------------------------------------------------------- | --- |
| 갈르리 드 라 카피탈 | Terminus Galeries de la Capitale | 5300, boulevard des Galeries                                | 61, 64, 70, 75, 82, 85, 185, 332, 803, 982 |
| 듀빌 광장           | Terminus Place-d'Youville        | 700, place d'Youville                                       | 3, 11, 25, 28, 54, 65, 86, 107, 133, 136, 214, 215, 230, 236, 238, 239, 250, 251, 253, 254, 255, 257, 258, 272, 273, 274, 277, 279, 280, 281, 282, 283, 284, 249, 290, 292, 294, 800, 801, 807, 907, 915, 925, 931, 936, 950, 954, 972, 980, 982, 984, 992 |
| 드 라 폰            | Terminus de la Faune             | 9350, rue de la Faune                                       | 31, 32, 33, 34, 39, 81, 133, 230, 239, 331, 337, 537, 801, 931 |
| 드 마를리           | Terminus de Marly                | 3800, rue de Marly                                          | 14, 15, 25, 107, 331, 354, 391, 800, 801, 807, 907, 915 |
| 라 시망트리         | Terminus La Cimenterie           | avenue Royale(40번 고속도로 근처)                           | 250, 350, 550, 800, 950 |
| 레 수               | Terminus Les Saules              | 4040, rue Michelet(마송 / 미슐레)                           | 22, 74, 77, 79, 80, 81, 84, 84G, 86, 88, 92A, 280, 290, 391, 580, 803, 804, 904, 980, 984 |
| 몽모랑시 계곡       | Terminus Chute-Montmorency       | avenue Royale                                               | 59, 250, 350, 550, 800 |
| 보포르              | Terminus Beauport                | 2905, chemin Royal(루아얄 / 데스티모빌)                     | 51, 52, 53, 54, 55, 56, 57, 58, 250, 258, 350, 354, 550, 800, 802, 803, 950, 954 |
| 샤를부르            | Terminus Charlebourg             | 7960, boulevard Henri-Bourassa(앙리 부라사 / 루이 카토르즈) | 3, 36, 39, 52, 59, 72, 82A, 92A, 133, 136, 330, 331, 530, 801, 931, 936, 972 |
| 엑스포시테          | Terminus ExpoCité                | 250, boulevard Wilfrid-Hamel(상트르 비데오트롱)             | 405, 410, 430, 450 |
| 팔레역              | Terminus Gare du Palais          | 330, rue de la Gare-du Palais(팔레역)                       | 18, 25, 107, 400, 214, 215, 283 |
| 피두즈              | Terminus Pie-XII                 | 924, boulevard Pie-XII(데 카트르부르주아 / 피두즈)          | 11, 13, 331, 354, 391, 800, 801, 915 |

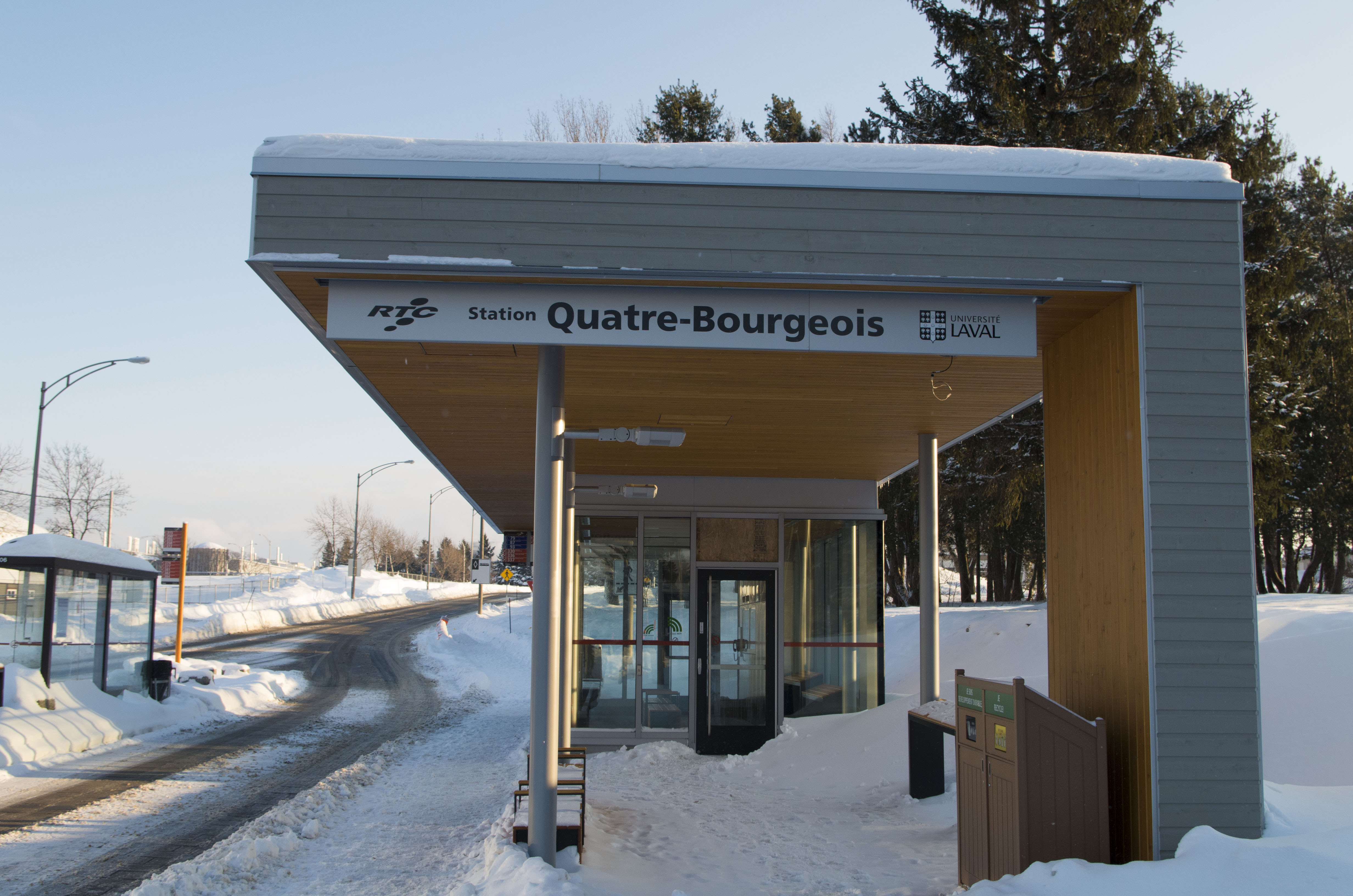
라발 대학교 버스 정류장

이 외에도 주요 환승 지점은 다음과 같다.
| 환승 지점                       | 환승 지점                          | 버스 노선 목록 |
| ------------------------------- | ---------------------------------- | --- |
| 1번가 / 18번가                  | 1re Avenue / 18e Rue               | 3, 4, 801, 802, 931 |
| 41번가 / 1번가                  | 41e Rue / 1re Avenue               | 3, 39, 61, 330, 331, 530, 801, 803, 931 |
| 벨베데르                        | Avenue Belvédère                   | 1, 25, 79, 107, 185, 214, 283, 292, 294, 800, 801, 802, 807, 907, 915, 932, 992 |
| 드 레글리즈 / 데 카트르부르주아 | de l'Église / des Quatre-Bourgeois | 13, 13A, 22, 76, 88, 93, 331, 354, 800, 801, 915, 931 |
| 퀘벡 대극장                     | Grand Théâtre                      | 3, 11, 19, 25, 28, 65, 86, 107, 136, 214, 215, 230, 236, 238, 239, 250, 251, 253, 254, 255, 257, 258, 272, 273, 274, 277, 279, 280, 281, 282, 283, 284, 289, 292, 294, 800, 801, 915, 925, 931, 992 |
| 로리에 퀘벡 & 라발대학병원      | Laurier Québec & CHUL              | 11, 13, 16, 22, 70, 75, 92, 93, 94, 292, 294, 315, 332, 530, 536, 537, 538, 550, 554, 555, 558, 572, 574, 577, 580, 581, 582, 584, 800, 801, 804, 904, 915, 931, 992                                |
| 자크 카르티에 광장              | Place-Jacques-Cartier              | 1, 3, 4, 9, 18, 28, 29, 36, 64, 65, 74, 80, 82, 84, 85, 86, 230, 239, 272, 273, 274, 277, 279, 280, 281, 282, 284, 289, 292, 294, 800, 801, 931, 936, 950, 972, 980, 982, 984                       |
| 베네바                          | Beneva                             | 11, 13, 16, 70, 75, 92, 93, 94, 332, 530, 536, 537, 538, 550, 554, 555, 558, 572, 574, 577, 580, 581, 582, 584, 800, 801, 804, 904, 931                                                             |
| 라발 대학교                     | Université Laval                   | 11, 13, 16, 18, 22, 79, 88, 92, 93, 94, 185, 292, 294, 315, 330, 336, 337, 338, 344, 350, 355, 358, 372, 374, 377, 380, 381, 382, 384, 800, 801, 804, 807, 904, 907, 915, 931, 992                  |
| 윌프리드 카롱 / 라신            | Wilfrid-Caron / Racine             | 70, 72, 75, 84, 272, 273, 290, 384, 584, 804, 972 |

### 본부, 차고지, 사무실

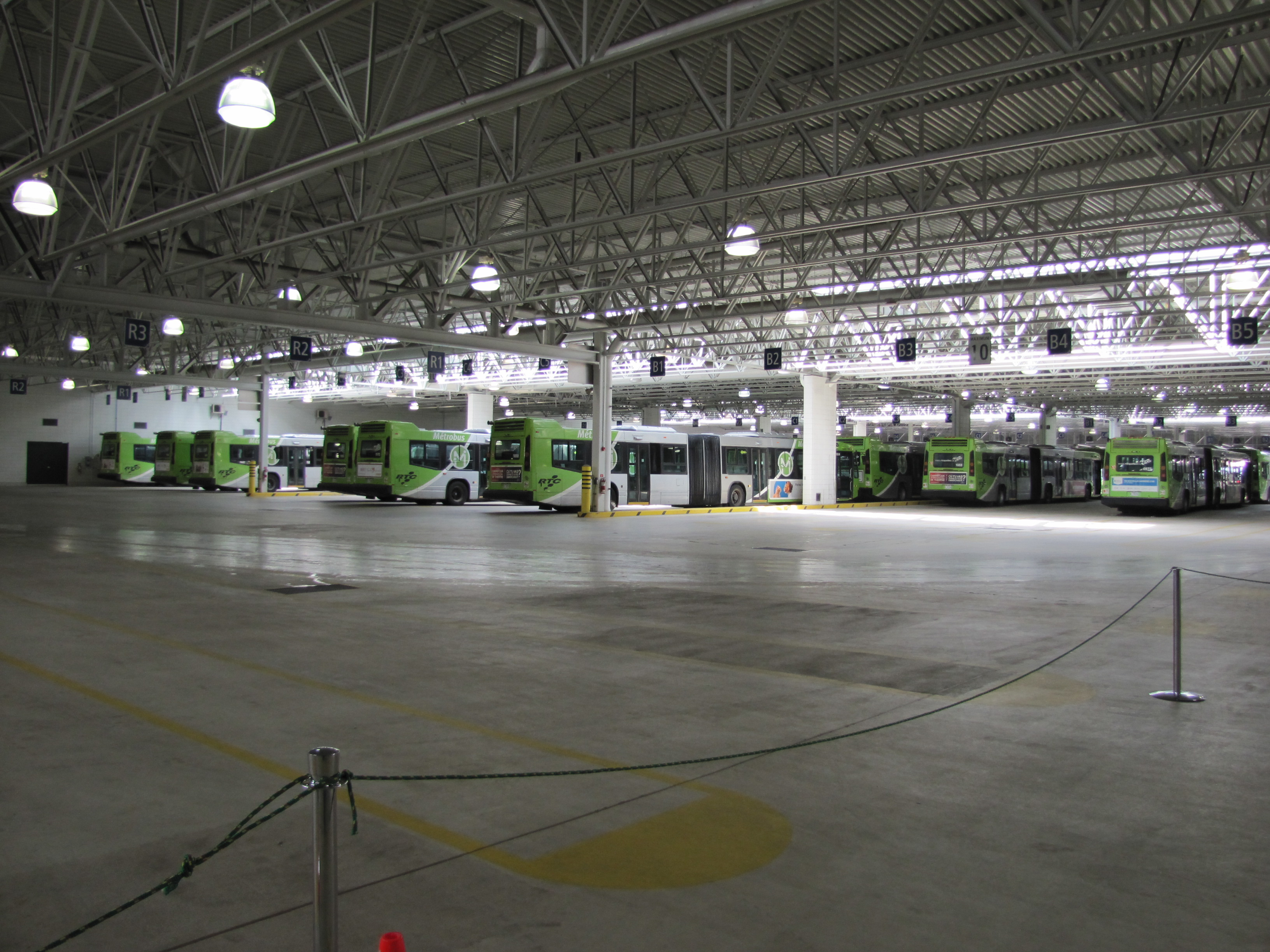
메트로뷔스에 투입되는 굴절버스를 유지·보수하는 뇌프샤텔 차고지

퀘벡 수도권 교통망 본부는 르부르뇌프의 뤼 데 로카이유에 위치해있으며, 1979년에 퀘벡도시공동체교통위원회(CTCUQ) 본부로 지어진 뒤 오늘날에도 RTC 본부로 쓰이고 있다. 2024년 12월에 독립 기관에서 발표한 보고서에 따르면 르부르뇌프 본부는 황철석의 산화로 콘크리트에 금이 가고 바닥이 휘는 등 붕괴 위험에 처해 건물의 A, B, D동이 철거되어야 한다고 발표하였다. 이에 따라 2025년 봄부터 8천만 달러를 들여 기존 본부 건물을 철거하고 본부 건물을 해당 부지에 새로 짓는 공사가 진행되며, 2028년 여름 완공을 목표로 하고 있다.
RTC의 모든 차량은 두 차고지에 나뉘어 배치되어 있는데, 본부에 위치한 르부르뇌프 차고지에는 일반 버스와 미디뷔스가 자리잡고 있다. 메트로뷔스에 투입되는 굴절버스는 퀘벡 북서쪽의 뇌프샤텔에 위치한 아르망 비오 공업단지에 위치해 있고, 이곳에서 노바 LFS 알틱 굴절버스의 유지 및 보수 작업이 이루어진다.
2020년, RTC는 전기버스를 유지·보수할 전용 차고지인 뉴턴 차고지 신설을 발표하였다. 캐나다 의류 브랜드인 사이먼스의 물류창고로 쓰였던 이 부지에는 길이 12m의 전기버스 180대를 수용할 수 있는 시설이 들어서며, 직원 70명이 근무할 예정이다. 2020년에 기존 시설을 재활용하여 2억 달러에 차고지를 건설할 수 있을 것으로 예상하였으나 2023년 6월에 기존 창고를 허물고 새로 짓는 것으로 가닥을 잡았고, 이와 동시에 부동산 가격이 치솟아 건설 예산이 5억 700만 달러로 불어났다. 뉴턴 차고지는 2023년 6월 기준 2027년 개장을 목표로 하고 있다.
이 외에도 생사크르망의 아브뉘 어네스트 가뇽에 안내센터와 분실물 센터는 물론 교통약자나 대중교통을 처음 이용하는 사람, 또는 퀘벡에 처음 오는 이민자들을 상대로 대중교통 정보를 제공하는 통합이동지원서비스(SAMI)가 위치해 있다. SAMI는 평일 오전 8시부터 오후 6시까지, 토요일 정오부터 오후 5시까지 개장하며, 일요일과 공휴일은 휴무일이다.

## 조직 구조
퀘벡의 대중교통 거버넌스는 크게 정치와 운영 분야인 두 갈래로 나뉜다. 정치 분야에서는 주 정부와 시 정부가 서로 협의하여 퀘벡시 일대의 대중교통 계획을 수립하고 그에 필요한 기반 시설을 건설한다. 퀘벡 수도권 교통망의 경우에는 후자인 운영 분야로 퀘벡시 일대의 대중교통을 운행하는 시의 산하기관이고, 세인트로렌스강 남쪽의 레비 지역은 레비교통공사 (STLévis)가 레비 시내와 레비와 퀘벡을 잇는 시내버스를 운영한다. 몬트리올이나 토론토와 같은 캐나다의 대도시처럼 광역교통 계획을 수립하여 새로운 대중교통 시설을 짓는 별도의 기관이 존재하지 않기 때문에 트램과 같은 대중교통 사업을 추진할 때 퀘벡시에서 추진하고 주 정부와 면밀히 협조하여 노선의 설계와 건설을 추진하였다.
퀘벡 수도권 교통망 이사회는 12인으로 구성되어 있는데, 이 중에서 7명은 시의원, 2명은 외부 인사, 3명은 RTC와 STAC 승객을 대표하는 퀘벡시 주민으로 이루어졌으며, 이사위원은 시의회에서 위촉한다. 이사회는 RTC의 기능과 권한을 행사하고 주요 지침을 결정한다. 이사위원들은 특히 전략기획, 예산 및 고정 자산에 대한 계획안을 채택하고 버스의 노선과 요금을 결정하며, 교통망의 다른 경영진과 함께 직업 훈련과 계획 수립에 착수한다. 이사회는 또한 소위원회인 기술위원회가 있는데, 각 위원회는 RTC의 다양한 활동 분야와 관련된 특정한 책임을 가지고 있으며, 위원회는 필요에 따라 이사위원 외부 위원으로 구성된다. 이러한 위원회를 통해 이사회는 자신에게 부여된 권한을 행사하지만 조직의 다양한 활동에 대한 감시 역할도 수행하고 있다.
- 감사위원회는 RTC의 내부 및 외부 감사를 통해 권고사항을 내고 이에 따른 후속 조치가 이루어지도록 보장하여 이사회가 기관의 운영 및 행정 업무를 효율적으로 수행하도록 보장하는 역할을 한다.
- 거버넌스위원회는 윤리와 거버넌스에 대한 필요성, 수단 및 해결책을 연구하고 그에 맞는 권고안을 이사회에 제시한다.
- 자산, 금융 및 위험위원회는 기관의 자산을 관리하고, 주요 사업을 수행하고, 재무 관리 및 리스크 관리에 대한 필요성을 연구해 이사회에 권고안을 제시한다.
- 인적자원위원회는 RTC의 인적자원 관리에 대한 필요성, 수단 및 해결책을 찾아 이사회에 적절한 권고안을 제시한다.
- 고객접근위원회는 RTC를 이용할 때 승객이 만족하는지 고객 경험을 검증하는 위원회로, RTC에서 추진하고 있는 각종 사업 등이 정해진 목표를 충족하는지 확인하는 역할을 한다.[70]

RTC의 고위 관리직에는 우선 사장이 있고, 그 밑에 관리 전무이사, 기업 업무 및 사무국 전무이사, 운영 전무이사, 기술 전무이사, 주요 사업 전무이사 및 네트워크 개발, 고객 경험 및 커뮤니케이션 담당 수석이사 등 여섯 명의 전무 및 수석이사가 있다.
캐나다의 다른 대도시와 다르게 광역교통계획을 수립하는 별도의 기관이 없는 관계로, 트램과 같은 주요 대중교통 사업을 추진할 때 퀘벡시와 주 정부 사이에 잦은 마찰을 빚었다. 이에 따라 주 정부는 공사 비용 지원을 전제로 노선을 외곽으로 연장하고 트램 선로와 차도를 분리해달라고 요구하는 등 주요 대중교통 사업에 자주 개입하는 편이다. 이에 따라 퀘벡 대중교통의 거버넌스에 대한 한 보고서에 따르면 정치적 영향을 덜 받는 독립 기관인 광역교통기관을 설립하여 트램뿐 아니라 퀘벡-레비간 터널에 대한 전반적인 계획을 수립하여 국민 공감대를 이끌어낼 수 있도록 권장하기도 하였다.

## 승차량
퀘벡 교통기관의 2023년 연간 보고서에 따르면 2023년에는 연간 승차량이 2,820만회로 집계되었고 이는 코로나 이전인 2019년의 83% 수준이였다. 코로나19에 대한 방역조치가 점차 해제되고 이에 따라 많은 학교들이 기존의 화상 수업에서 대면 수업으로 전환하면서 승차량도 점차 코로나 이전 수치로 회복되고 있는 편이다. 2024년 1월부터 9월까지는 승차량이 2,300만회로 2019년의 93% 수준까지 올라갔다.
특히 2022년 12월에는 승차량이 212만 회로 집계되어 코로나 이전인 2019년 12월의 82.5% 수준까지 회복되었다. 2022년 기준 이용객 수가 가장 많은 노선은 801번(376만 3천), 800번(307만 5천), 807번(242만 6천) 순이였고, 일반 버스 중에서는 11번(88만 8천), 3번(43만 1천), 80번(36만 1천) 순이었다.
이 외에도 2022년 5월에 도입된 플렉시뷔스는 도입 1년 뒤 124,500명이 넘는 승객이 이용하여 예상 승객 수인 124,000명을 달성하였다. 200만 달러가 투입된 플렉시뷔스는 예산이 초과되지 않고 예상 승객 수를 달성하였고, 앞으로 2025년까지 플렉시뷔스를 이용할 수 있는 지역과 그에 따른 버스가 확충되면서 이후에는 40만 명이 이용할 것으로 예상되고, 연간 예산은 450만 달러로 예상된다.
퀘벡의 공영 전기자전거인 아벨로 또한 2023년 5월부터 10월 중순까지 이용객 수가 55만 3천 회를 달성해 2022년에 비해 세 배로 늘어난 수치이다. 아벨로 이용객 수가 RTC가 예상했던 것보다 훨씬 웃도는 만큼 퀘벡시는 기존에 늘리려고 했던 자전거 대여소와 전기자전거 수를 더 늘려 대여소 115개, 자전거 520대로 늘릴 예정이다.
퀘벡에 트램이 지어지면 대중교통 승객이 늘어날 것으로 예상된다. RTC가 2022년 6월에 발행한 보고서에 따르면 개통 첫 해부터 RTC와 STLévis의 승차량이 30% 증가하고, 연간 승차량이 1,040만 회 증가하여 총 4,510만 회로 증가할 것으로 예측되었다. 이는 기존에 평일 출퇴근 시간대에 만원인 굴절버스로 시내 도로가 정체되는 것을 해결할뿐 아니라 퀘벡의 대중교통 수송분담률을 기존 8.1%에서 10.6%로 늘릴 것으로 보인다.

## 사건사고

### 노사분쟁 및 파업
1969년 설립 이후 RTC에는 노사분쟁과 파업이 여러 차례 있었는데, 이에 따라 버스 운행이 전면 중단되거나, 경우에 따라 필수사업장으로 지정되어 운행이 일부 재개된 경우가 있다. RTC의 역대 노사분쟁 및 파업 목록은 아래와 같다.
- 1971년 6월 28일 - 7월 23일: 버스기사 및 정비공 파업에 따른 운행 중단[76]
- 1974년 3월 9일 - 4월 28일: 버스기사 파업에 따른 운행 중단[77]
- 1976년 4월 14일: 버스기사 파업에 따른 운행 중단[78]
- 1976년 7월 8일 - 8월 17일: 사무직 및 정비공 파업에 따른 운행 중단[79]
- 1977년 3월 17일 - 3월 18일: 버스기사 파업에 따른 운행 중단[80]
- 1979년 1월 29일 - 10월 6일: 버스기사 파업에 따른 운행 중단[81]
- 1980년 11월 11일: 보조교통 운전기사 파업에 따른 운행 중단[82]
- 1980년 12월 31일 - 1981년 1월 6일: 보조교통 운전기사 파업에 따른 운행 중단[83]
- 1981년 12월 16일 - 1982년 3월 25일: 보조교통 운전기사 파업, 정상 운행[84]
- 1982년 10월 23일 - 11월 7일: 버스기사 파업에 따른 운행 중단[85]
- 1994년 10월 29일 - 1995년 1월 29일: 버스기사 파업으로 필수 노선만 운행[86]
- 1999년 1월 7일: 버스기사 파업으로 3시간 동안 운행 중단[87]
- 2000년 4월 4일 - 12월 18일: 정비공 파업으로 운행 축소[88]
- 2004년 10월 23일 - 11월 2일: 버스기사 파업으로 10월 23일부터 24일까지 운행이 전면 중단되고 11월 2일까지 필수 노선만 운행[89]
- 2023년 7월 1일 - 7월 5일: 버스기사 파업으로 운행 중단[90]

### 사고
시내버스는 퀘벡 시내 곳곳을 운행하는 안전한 교통수단이지만 도로 상황에 따라 RTC 또한 교통사고에서 예외일 수는 없다. 근래에 일어난 RTC와 관련된 주요 사고는 다음과 같다.
- 2015년 12월 1일, 생사크르망에서 60대 보행자가 횡단보도를 건너다 RTC 버스에 치여 중상을 입었다.[91]
- 2020년 6월 9일, 생사크르망에서 70대 보행자가 횡단보도를 건너다 RTC 버스에 치여 중상을 입었다.[92]
- 2020년 11월 14일, 더퍼린 몽모랑시 고속도로에서 역주행하던 60대 운전자가 RTC 버스를 들이받아 버스 운전자와 60대 차량 운전자가 병원에 이송되었고 이후 60대 운전자가 숨지는 사고가 발생하였다.[93]
- 2021년 9월 5일, 뇌프샤텔에서 보행자가 RTC 버스에 치여 부상당하는 사고가 발생하였다.[94]
- 2022년 2월 17일, 생트푸아에서 빙판길에 15세 소녀가 버스에 치여 눈더미와 버스 사이에 끼이는 사고가 발생하였다. 브루노 마르샹 퀘벡 시장은 빙판길에는 도로 상황이 좋지 않으니 천천히 살펴서 다닐 것을 당부하였다.[95]
- 2023년 6월 11일, 아벨로 전기자전거를 타던 한 남성이 퀘벡 대극장 근처에서 떨어져 사망하였다. RTC는 전기자전거를 이용할 때에는 헬멧을 착용하고 안전에 주의할 것을 당부하였다.[96]

## 트램

2023년 기준 퀘벡 트램 노선도

1972년부터 퀘벡에 기존의 버스보다 더 빠른 새로운 도시철도 노선을 짓고자 하는 계획이 줄곧 추진되었는데, BRT, 지하철, 경전철 등 다양한 교통수단이 논의되었다. 2017년 12월, 레지스 라봄 퀘벡 시장은 이 교통수단을 트램으로 가닥잡았고, 2018년 3월에는 필립 쿠이야르 퀘벡 주지사와 연방 정부가 30억 달러 규모의 트램과 이를 뒷받침할 트램버스 BRT 사업을 발표하였다. 2018년에 발표된 노선은 샤를부르에서 퀘벡 주의회를 지나 캅루지까지 지나는 트램 노선으로, 시내 3.5km 구간은 지하로 운행할 예정이다. 트램은 평일 출퇴근 시간대에 3분에서 5분 간격으로, 평시와 주말에는 10분에서 15분 간격으로 운행할 예정으로, 2026년 개통을 앞두고 있었다. 트램 건설에 대한 찬반 논쟁이 뜨거운 가운데 2020년 6월, 트램버스 BRT 사업은 트램 건설 비용이 불어나면서 결국 백지화되었다.
2020년 7월 6일부터 11월 5일까지 퀘벡 환경공청국에서 트램 사업에 대한 공청회를 진행하였고, 공청국은 트램이 대중교통의 질을 향상하는 것은 사실이나 퀘벡 광역권에서 시내로 진입하는 교통 흐름을 봤을 때 이 트램 노선이 최선책이라고 볼 수는 없다며 기존 사업을 일부 수정할 것을 권고하였다. 2020년 말에 들어서서 트램 사업을 두고 주 정부에서는 이 노선이 교외 지역까지 제대로 이어지지 않는다며 주와 시 정부 간의 갈등이 고조되었다. 퀘벡주와 시 사이의 줄다리기는 2021년 3월 17일에 동부 종점을 기존 샤를부르에서 보포르의 데스티모빌로 변경하면서 일단락되었다.
퀘벡 트램에 대한 제안요청서는 2021년 4월 30일에 발행되었다. 하지만 발행 몇 달 전에 봄바디어 트랜스포테이숀이 프랑스의 다국적 기업인 알스톰으로 인수되면서 경쟁입찰 여건이 충족되지 않았고, 제안요청서에 응답한 기업은 단 한 곳에 불과하였다. 이에 따라 2021년 6월, 퀘벡시는 제안요청서를 전동차 부문과 건설 부문으로 나누어 발행하였다. 2021년 11월에 치러진 지방선거로 브루노 마르샹 시장이 새로 취임하였고 주 정부와 퀘벡시 사이의 정치적 논쟁 끝에 2022년 4월 중순에 전동차 부문 제안요청서가 발행되었다.
전동차 업체 선정 과정에서 독일의 지멘스와 프랑스의 알스톰이 입찰하였다. 지멘스는 집전장치와 동시에 일부 구간에 배터리를 이용한 하이브리드 기술을 제안하였고, 이는 제안요청서의 기준을 충족하지 못하여 이에 따라 2022년 12월에 입찰을 철회하였다. 2023년 2월 23일, 퀘벡시는 전동차 업체로 프랑스의 알스톰을 선정하였고, 알스톰은 전동차 설계와 생산을 각각 퀘벡주의 생브루노드몽타르빌과 라포카티에르에서 하기로 약속하였다. 2023년 4월 24일, 전동차 계약이 체결되어 제작 비용으로 5억 6,900만 달러, 30년 간 유지 보수 비용으로 7억 6,800만 달러를 지불할 예정이었다. 2019년부터 오늘날까지 부지 매입, 굴착 및 문화재 조사 작업 등 사전 공사 작업이 진행 중이었다.
2023년 11월, 최대 예산 120억 달러 규모의 트램 노선을 짓고자 하는 시공사가 한 곳도 없었기 때문에 퀘벡시가 대신 84억 달러에 노선을 지으려고 하였으나, 퀘벡주 정부가 이를 거절하면서 2023년 11월 8일에 트램 사업을 대신 전두지휘하게 되었다. 주 정부는 몬트리올 광역급행철도를 건설한 CDPQ 인프라를 통해 퀘벡시에 광역급행철도 (REM), 지하철, 간선급행버스체계(BRT), 또는 트램 중에 적합한 교통수단이 무엇인지 타당성 조사를 의뢰하였다. 2024년 6월 12일, CDPQ는 타당성 조사에서 향후 15년 동안 154억 8천만 달러 규모의 퀘벡시 광역교통계획을 발표하였으며, 여기에는 1단계 계획으로 르장드르에서 샤를부르까지 트램을 짓고, 이와 동시에 불바르 샤레(Boulevard Charest)와 생트푸아-레비 간 BRT를 제안하였다. 2단계로는 생로크에서 데스티모빌까지, 샤를부르에서 르부르뇌프까지 트램을 연장하고, 3단계는 생로크에서 레비 시내까지 이어지는 트램을 하저터널을 통해 세인트로렌스강을 지나 연결하는 방안을 제시하였다.

## 비판
매일 퀘벡시 일대의 수만 명의 승객이 이용하는 교통기관인 퀘벡 수도권 교통망은 정시성, 노사분쟁, 트램 건설 논쟁 등 각종 비판을 받기도 하였다. RTC에 제기된 주요 비판 현안은 다음과 같다.

### 정시성
RTC 승객은 평일 출퇴근 시간대에 버스 편이 여러 편 취소되어 다음 버스를 타기 위해 10분에서 40분 동안 기다려야 하는 등 버스 이용에 불편을 토로하였다. 몇몇 승객은 버스를 타기 위해 버스 정류장에 갔는데 버스가 오지 않자 앱으로 확인하는데 해당 버스 운행이 취소되었다는 사실을 깨달은 경우가 여러 차례 발생하기도 하였다. 2022년 9월, RTC는 운전사와 정비공 부족으로 전체 버스 편의 1%에 달하는 4,100편의 운행을 취소하였다. 또한 2009년에 개장한 메트로뷔스 차고지 시설이 겨울 실정에 맞지 않게 지어져 염화칼슘과 얼음, 누수 등으로 기중기 등 일부 장비 사용이 안전 상의 이유로 중단되었다. 마르샹 시장은 이에 대해 대중교통 승객이 불편을 겪는 점에 대해 십분 이해하며 버스 운행이 중단되거나 지연되는 사례에 대해 인력을 충원하고 시설을 정비하는 등 적절한 대책을 찾아보겠다고 밝혔다.

### 필수사업장
2022년 12월부터 퀘벡 수도권 교통망의 버스기사들은 임금 인상과 근로환경 개선을 두고 고용주인 퀘벡시와 노사분쟁으로 이어졌다. 시민의 발이 되는 대중교통의 특성상 파업에 들어갈 경우 시민들이 적지 않은 불편을 감내해야 한다는 점을 감안했을 때 퀘벡시는 퀘벡 수도권 교통망을 필수사업장으로 지정하여 시내버스의 전면 파업을 막아야 한다는 입장이었다. 퀘벡주의 몬트리올이나, 라발, 롱괴유같은 다른 주요 도시의 경우에는 대중교통이 중요한 역할을 수행해내고 있기 때문에 파업에 들어갈 경우 필수 서비스를 유지해야 한다는 판례가 여러 차례 있었다. 하지만 2023년 6월, 퀘벡 노동행정법원은 이에 대해 버스기사들이 파업하게 되면서 시내에 늘어나게 될 교통량은 구급차 출동 시간이 늘어나면서 시민의 건강이나 안전을 해친다고 볼 수 없다며 RTC를 필수사업장으로 지정할 수 없다고 판결하였다. 퀘벡 수도권 교통망은 이에 대해 대중교통은 사회가 제대로 돌아가기 위해 꼭 필요한 필수사업이라며 기사들이 파업할 경우 승객의 불편은 물론 퀘벡시의 경제와 사회, 각종 문화행사에 차질을 빚을 것이라면서 법원의 결정에 동의하지 않는다고 밝혔다.
이와 동시에 퀘벡여름축제(Festival d'été de Québec, FEQ) 개최를 며칠 앞두고 벌어지는 파업에 대해 축제 개최 단체인 블루프(BLEUFEU) 대표 니콜라 라신은 이번 파업으로 여름음악축제에 참석하는 수많은 사람들이 불편을 겪을 것이라면서 축제 방문객들이 이동 불편을 최소화하도록 최선을 다하겠다고 밝혔다.
RTC 버스기사들은 이 판결에 따라 2023년 7월 1일부터 5일까지 닷새 동안 파업을 진행하였고, 노사는 협상대에 올랐다. 2023년 7월 5일, 노사는 버스기사의 연봉을 5년에 걸쳐 18% 인상해 7만 2천 달러로 몬트리올 교통공사(STM)와 비슷한 수준으로 올리고, 현재 하청을 주고 있는 플렉시뷔스 운전기사를 2027년 3월부터 직영화하여 2030년부터는 RTC 기사들이 모든 플렉시뷔스 차량을 운전하는 데 합의하였다.

### 트램 건설에 대한 비판
퀘벡시가 2010년에 트램 건설 계획을 처음으로 발표한 뒤 여러가지 이유로 지역 주민과 단체들의 트램 건설에 대한 반대가 이어졌다.
첫 번째로는 트램 공사 비용이 시간이 지나면서 점점 불어나고 있는데, 2010년 6월에 레지스 라봄 퀘벡 시장이 트램 사업을 처음 발표했을 때에는 건설 예산이 15억 달러로 추산되었다. 하지만 2015년에 트램 계획이 무산되고 2018년 3월에 다시 트램 사업이 재추진되었을 때에는 29억 달러, 2023년 현재 공사 비용이 40억 달러가 넘어갈 거라는 점에 대해 일부 시민들은 사업 자체에 의구심을 품었다. 예산 초과에 대해 브루노 마르샹 퀘벡 시장은 인플레이션과 수급 사정으로 공사 예산이 올라갈 수는 있겠지만 정부 예산에는 한계가 있으며 나라 곳간이 무한리필이 되는 술집이 아니라고 강조하였다.
두 번째로는 현재 퀘벡 트램 계획안이 외곽 지역의 교통난을 해결해주는 적합한 노선이 아니라는 주장이다. 기존에는 트램과 병행하여 BRT로 운행하는 트램버스가 있었던 방면에 사업 규모가 축소되어 메트로뷔스로 대신 운행하게 되자 퀘벡주 정부는 외곽 지역 주민들은 퀘벡 트램을 이용하는 데 여전히 불편을 겪을 것이라고 우려하였다. 하지만 이런 지적에 대해 CAQ 정부가 트램을 외곽으로 연장하고자 한다면 퀘벡 시내 중심부에 우선 도시의 중축이 되는 노선을 짓고 이후 외곽 지역으로 확장해나가야 할 것이라고 반박하였다.
세 번째로는 지상으로 다니는 트램이 눈이 많이 오고 빙판길에 미끄러운 퀘벡의 겨울 날씨와 도로 상황에 적합하지 않은 교통수단이라는 점이다. 바깥 기온이 영하 20도로 자주 떨어지고 수십 센티미터의 폭설이 자주 내리는 퀘벡에 트램을 운행하면 운행에 차질을 자주 빚을 것이라는 주장이다. 이에 대해 퀘벡시는 고속도로와 마찬가지로 눈이 올 때 선로를 통해 트램이 계속해서 다니기 때문에 운행이 중단될 정도의 눈이 쌓이지는 않으며, 눈이 많이 올 경우에는 특수 제설차량이 트램의 원활한 운행을 위해 제설작업을 진행하고, 선로변경장치는 얼지 않도록 난방설비가 갖추어질 예정이라고 밝혔다. 또한 몬트리올 뿐만 아니라 퀘벡에도 1950년대 말까지 전차가 다녔기 때문에 겨울 날씨에도 트램이 충분히 다닐 수 있고, 전동차 제조 업체인 알스톰 또한 오타와의 오트레인과 같은 문제를 반복하지 않기 위해 퀘벡의 혹독한 겨울에도 견딜 수 있는 견고한 차량을 제조하겠다고 밝혔다.
네 번째로는 트램 공사를 위해 벌목해야 할 나무에 대한 논쟁인데, 베어야 할 일부 나무 중에서는 100년이 넘는 고목도 있어서 트램 건설이 자연 경관 보전을 해친다는 주장이다. 트램 노선을 따라 총 7,133그루의 나무가 있는데 이 중에서는 5,549그루의 나무가 보존되거나 옮겨 심어졌고, 나머지 1,584그루는 벌목되었는데, 이 중에서는 843그루가 다 자란 성목이고, 417그루는 다 자라지 않은 나무이고, 324그루는 재선충병 등으로 병들거나 시들어버린 나무이다. 이에 대해 마르샹 시장은 벌목된 나무 한 그루마다 스무 그루의 나무를 새로 심을 것을 약속하였고, 사유지에 있는 나무에 대해서는 소유주들과의 협의를 통해 기존 나무를 대체할 적절한 대체 수단을 강구할 것이라고 밝혔다.
2023년 10월 기준 퀘벡시 주민들을 상대로 이루어진 트램에 대한 여론조사에서 긍정이 36%, 부정이 54%로 부정적인 여론이 긍정적인 여론을 앞섰고, 이는 전년 대비 긍정 여론이 6% 떨어진 수치이다. 트램에 대한 여론은 퀘벡 시내 지역인 라시테-리므알루와 생트푸아-실르리-캅루지에서는 긍정 여론이 각각 51%, 55%로 앞섰고, 외곽 지역인 보포르, 샤를부르, 라오트생샤를, 레리비에르에는 부정 여론이 각각 69%, 65%, 71%, 71%로 앞섰다. 이 여론조사에 대해 트램 찬성 진영 단체인 '퀘벡은 트램을 원한다'(Québec désire son tramway) 공동대표 노라 로레토는 트램이 한창 지어지고 있을 때 시민들이 당장 불편함을 느끼고 이에 따라 지지율이 떨어지는 것은 당연한 수순이라며 이 사업에 대해 더욱 장기적으로 바라볼 필요가 있다고 밝혔다. 한편 트램 반대 진영 단체인 '퀘벡은 더 나아질 가치가 있다'(Québec mérite mieux) 대변인 도날드 샤레트는 시민들과 얘기했을 때 트램 사업을 반대하는 것을 볼 수 있었다며 트램이 정식으로 운행하면 일어날 좋지 않은 영향들을 보게 될 것이라고 밝혔다.

## 참고 문헌
- Dubé, Jean; Mercier, Jean; Scanu, Emiliano (2021년 8월). 《Comment survivre aux controverses sur le transport à Québec》 [퀘벡의 교통 논쟁으로부터 살아남는 방법] (프랑스어). 퀘벡: Septentrion. ISBN 978-2-89791-278-9.
- Breton, Jean (2023년 2월 16일). 《Histoire des tramways de la région de Québec》 [퀘벡 지역의 전차 역사] (프랑스어). 퀘벡: GID. 184쪽. ISBN 978-2-89634-518-2.

## 같이 보기
- 퀘벡
- 몬트리올 교통공사